# مشغل ألعاب فيديو محمول

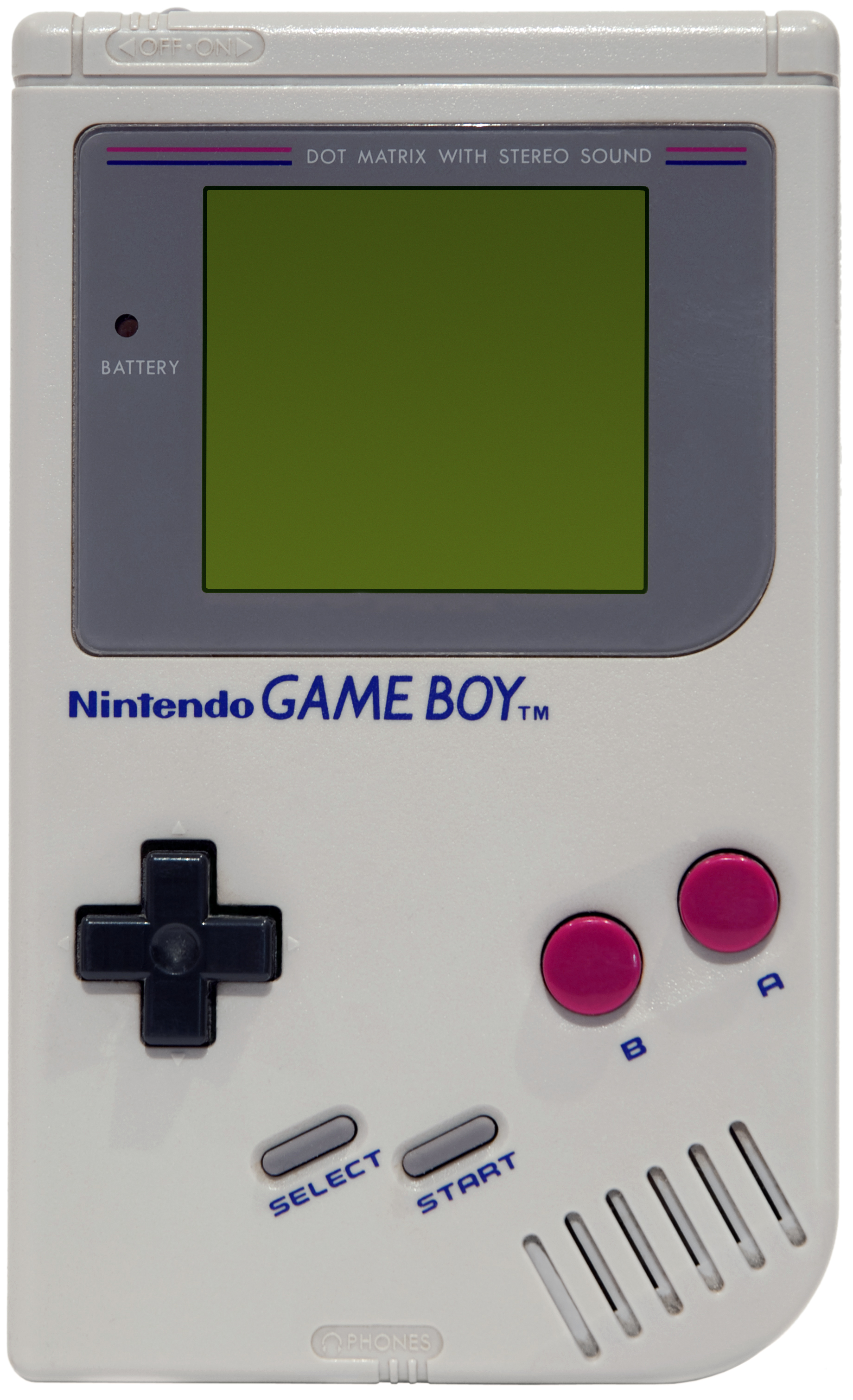
غيم بوي الذي أصدرته نينتندو في عام 1989، أسس وهيمن على سوق المشغلات المحمولة لعشر سنوات.

مشغل ألعاب فيديو محمول (بالإنجليزية: Handheld video game console)‏ أو مشغل ألعاب محمول (بالإنجليزية: Handheld game console)‏ أو ببساطة مشغل محمول (بالإنجليزية: Handheld console)‏، هو عبارة عن مشغل ألعاب فيديو صغير ومحمول ومكتفي ذاتيًا مع شاشة مدمجة وعناصر تحكم ومكبرات صوت. تعد مشغلات ألعاب الفيديو المحمولة أصغر من مشغلات ألعاب الفيديو المنزلية وتحتوي على المشغل والشاشة ومكبرات الصوت وعناصر التحكم في وِحدة واحدة، مما يسمح للأشخاص بحملها وتشغيلها في أي وقت أو مكان.
في عام 1976، قدمت ماتيل أول لعبة إلكترونية محمولة مع إصدار أوتو رايس. في وقت لاحق، قامت العديد من الشركات -بما في ذلك كوليكو وميلتون برادلي- بصنع ألعابهم الخاصة بهم منفردين أو المناضد خفيفة الوزن أو أجهزة ألعاب إلكترونية محمولة. أول مشغل محمول تجاري ناجح كان ميرلين من عام 1978 والذي باع أكثر من 5 ملايين وحدة. أول مشغل ألعاب فيديو محمول بخراطيش قابلة للتبديل هو مايكروفيجن من ميلتون برادلي في عام 1979.
يُنسب الفضل إلى نينتندو في الترويج لمفهوم المشغل المحمول مع إصدار غيم بوي في عام 1989 وما زالت تهيمن على سوق مشغلات ألعاب الفيديو المحمولة. كان أول مشغل محمول على الإنترنت ومع شاشة تعمل باللمس هو غيم.كوم الذي أصدرته شركة تايجر إلكترونيك في عام 1997. قدم نينتندو دي أس، الذي صدر في عام 2004، عناصر تحكم تعمل باللمس وألعاب لاسلكية عبر الإنترنت لجمهور أوسع، ليصبح أكثر مشغل ألعاب فيديو محمول مبيعًا حيث باع أكثر من 150 مليون وحدة في جميع أنحاء العالم.

## التاريخ

### الخط الزمني
يصف هذا الجدول مشغلات ألعاب الفيديو المحمولة على مدار أجيال ألعاب الفيديو مع أكثر من مليون عملية بيع.
| الشركة المصنعة | الجيل             | الجيل              | الجيل              | الجيل                                         | الجيل                                      | الجيل                             | الجيل                                        | الجيل                           | الجيل                               | الجيل                |
| الشركة المصنعة | الأول (1972–1983) | الثاني (1976–1992) | الثالث (1983–2003) | الرابع (1987–2004)                            | الخامس (1993–2006)                         | السادس (1998–2015)                | السابع (2005–2020)                           | الثامن (2011–الحاضر)            | الثامن (2011–الحاضر)                | التاسع (2020-الحاضر) |
| -------------- | ----------------- | ------------------ | ------------------ | --------------------------------------------- | ------------------------------------------ | --------------------------------- | -------------------------------------------- | ------------------------------- | ----------------------------------- | -------------------- |
| أتاري          |                   |                    |                    | أتاري لينكس (+2) (3 مليون تقريبًا)             |                                            |                                   |                                              |                                 |                                     |                      |
| بانداي         |                   |                    |                    |                                               | واندرسوان (+كلر، سوان كريستال) (3.5 مليون) |                                   |                                              |                                 |                                     |                      |
| إن إي سي       |                   |                    |                    | توربو إكسبريس (1.5 مليون)                     |                                            |                                   |                                              |                                 |                                     |                      |
| نينتندو        |                   |                    |                    | غيم بوي (+بوكيت، لايت) (64.4 مليون على الأقل) | غيم بوي كولر (54.3 مليون على الأكثر)       | عائلة غيم بوي أدفانس (81.5 مليون) | عائلة نينتندو دي أس (154 مليون)              | عائلة نينتندو 3دي أس (76 مليون) | نينتندو سويتش (+لايت) (92.87 مليون) |                      |
| نوكيا          |                   |                    |                    |                                               |                                            | إن-غيج (+كيو دي) (3 مليون)        |                                              |                                 |                                     |                      |
| سيجا           |                   |                    |                    | غيم غير (10.6 مليون)                          | نوماد (1 مليون تقريبًا)                     |                                   |                                              |                                 |                                     |                      |
| سوني           |                   |                    |                    |                                               |                                            |                                   | بلاي ستيشن بورتبل (+جو، ستريت) (81.09 مليون) | بلاي ستيشن فيتا (16.21 مليون)   | بلاي ستيشن فيتا (16.21 مليون)       |                      |

### الأصول
عثر على أصول مشغلات الألعاب المحمولة في الأجهزة المحمولة ولألعاب الإلكترونية المنضدية في السبعينيات وأوائل الثمانينيات. هذه الأجهزة الإلكترونية قادرة على لعب لعبة واحدة فقط، وضعها في راحة اليد أو على سطح الطاولة، ويمكنها الاستفادة من مجموعة متنوعة من شاشات الفيديو مثل ثنائي باعث للضوء (LED) أو شاشة الفلورسنت الفراغية (VFD) أو شاشة العرض البلوري السائل (LCD). في عام 1978، وصفت مجلة بابيولر إلكترونكس الألعاب الإلكترونية المحمولة بأنها «ألعاب إلكترونية غير فيديو» و«ألعاب غير تلفزيونية» باعتبارها مختلفة عن الأجهزة التي تتطلب استخدام شاشة تلفزيون. الألعاب الإلكترونية المحمولة، بدورها، تجد أصولها في التركيب[بحاجة لمصدر] للأجهزة الكهروميكانيكية المحمولة باليد والمنضدية مثل إلكترومك تيك-تاك-تو من واكو (1972) بيريسكوب-فيرينغ راينج (1951) من كراغ ستان، والناشئة الكهروضوئية التي تحرك العرض سوق الآلة الحاسبة في أوائل السبعينيات. حدث هذا التركيب في عام 1976، عندما «بدأت شركة ماتيل العمل على مجموعة من الألعاب الرياضية بحجم الآلة الحاسبة والتي أصبحت أول ألعاب إلكترونية محمولة في العالم. بدأ المشروع عندما أخبر مايكل كاتز، مدير تسويق فئة المنتجات الجديد في شركة ماتيل، المهندسين في مجموعة الإلكترونيات بتصميم لعبة بحجم الآلة الحاسبة، باستخدام تقنية الثنائي الباعث للضوء.»
| «                                                     | كان نجاحنا الكبير شيئًا تصورته -أول لعبة محمولة. طلبت من مجموعة التصميم معرفة ما إذا كان بإمكانهم ابتكار لعبة إلكترونية بحجم الآلة الحاسبة. | » |
| — مايكل كاتز, مدير التسويق السابق في شركة ماتيل تويز. | |   |

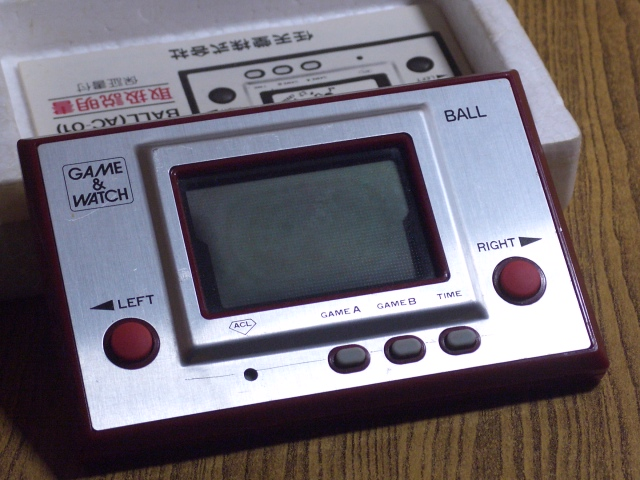
لعبة فيديو بول غيم أند واتش

وكانت النتيجة إصدار 1976 من أوتو رايس. تلتها فوتبول في وقت لاحق في عام 1977، كانت اللعبتان ناجحتان للغاية لدرجة أنه وفقًا لكاتز «تحولت هذه الألعاب الإلكترونية البسيطة المحمولة إلى تصنيف 400 مليون دولار». فازت شركة ماتيل لاحقًا بشرف الاعتراف بها من قبل الصناعة للابتكار في شاشات أجهزة الألعاب المحمولة. وسرعان ما بدأ المصنعون الآخرون بما في ذلك كوليكو وباركر برذرز وميلتون برادلي وبانداي في المتابعة بألعابهم الإلكترونية المنضدية والمحمولة.
في عام 1979، أصبح مايكروفيجن القائم على شاشة العرض البلوري السائل، والذي صممته شركة سميث إنجنيرنغ ووزعته شركة ميلتون برادلي، أول مشغل ألعاب فيديو محمول وأول من استخدم خراطيش ألعاب قابلة للتبديل. قدمت لعبة مايكروفيجن كوزميك هنتر (1981) أيضًا مفهوم لويحة الاتجاهات على أجهزة الألعاب المحمولة، وتُشَغَّل باستخدام الإبهام لمعالجة الشخصية التي تظهر على الشاشة في أي من الاتجاهات الأربعة.
في عام 1979، رأى غانبي يوكوي، وهو يسافر في قطار سريع، رجل أعمال يشعر بالملل يلعب بآلة حاسبة قائمة على شاشة العرض البلوري السائل بالضغط على الأزرار. ثم فكر يوكوي في فكرة لساعة تستخدم كآلة ألعاب مصغرة لقتل الوقت. ابتداءً من عام 1980، بدأت نينتندو في إطلاق سلسلة من الألعاب الإلكترونية التي صممها يوكوي تسمى ألعاب غيم أند واتش. الاستفادة من التقنية المستخدمة في الآلات الحاسبة بحجم بطاقة الائتمان التي ظهرت في السوق، صمم يوكوي سلسلة الألعاب القائمة على شاشات العرض البلوري السائل لتتضمن عرضًا رقميًا للوقت في زاوية الشاشة. بالنسبة لألعاب غيم أند واتش الأكثر تعقيدًا، اخترع يوكوي لويحة اتجاهات متقاطعة الشكل أو «دي باد» للتحكم في الشخصيات التي تظهر على الشاشة. قام يوكوي أيضًا بتضمين لويحة الاتجاهات الخاصة به على أجهزة تحكم نينتندو إنترتينمنت سيستم، وسرعان ما أصبح جهاز التحكم بالإبهام ذات الشكل المتقاطع تقليدي في أجهزة تحكم المشغلات وانتشرت في كل مكان في صناعة ألعاب الفيديو منذ ذلك الحين. عندما بدأ يوكوي في تصميم أول مشغل ألعاب فيديو محمول من نينتندو، ابتكر جهازًا يجمع بين عناصر أجهزة غيم أند واتش ومشغل فاميكوم، بما في ذلك كلا جهاز تحكم لويحة الاتجاهات. وكانت النتيجة غيم بوي.
في عام 1982، كان بانداي إل سي دي سولارباور أول جهاز ألعاب يعمل بالطاقة الشمسية. بعض من ألعابه، مثل تيرور هاوس القائمة على الرعب، ملامح اثنين من شاشات العرض البلوري السائل، واحدة مكدسة من جهة أخرى، في وقت مبكر من تأثير ثلاثي الأبعاد. في عام 1983، قام برنامج تومي ترونيك 3دي من تاكارا تومي بمحاكاة ثلاثية الأبعاد من خلال وجود لوحتين من شاشات العرض البلوري السائل تضاء بواسطة الضوء الخارجي من خلال نافذة أعلى الجهاز، مما يجعله أول عتاد منزلي مخصص للفيديو ثلاثي الأبعاد.

### البدايات
شهدت أواخر الثمانينيات وأوائل التسعينيات بدايات صناعة مشغلات ألعاب الفيديو المحمولة في العصر الحديث، بعد زوال شركة مايكروفيجن. نظرًا لأن مشغلات ألعاب فيديو ثنائي عرض البلوري السائل ذات الإضاءة الخلفية ذات الرسومات الملونة تستهلك قدرًا كبيرًا من الطاقة، فإنها لم تكن صديقة للبطارية مثل غيم بوي الأصلي غير المضاء من الخلف والذي سمحت رسوماته أحادية اللون بعمر بطارية أطول. بحلول هذه المرحلة، لم تكن تقنية البطاريات القابلة للشحن قد نضجت بعد، وبالتالي فإن مشغلات ألعاب الفيديو الأكثر تقدمًا في ذلك الوقت مثل سيجا غيم غير وأتاري لينكس لم تحقق نجاحًا مثل غيم بوي.
على الرغم من أن البطاريات القابلة للشحن الخاصة بالطرف الثالث كانت متاحة للبدائل المتعطشة للبطاريات لغيم بوي، فإن هذه البطاريات تستخدم عملية نيكل-كادميوم ويجب تفريغها بالكامل قبل إعادة شحنها لضمان أقصى قدر من الكفاءة؛ يمكن استخدام بطاريات الرصاص الحمضية مع محددات دائرة السيارات (أجهزة توصيل ولاعة السجائر)؛ لكن البطاريات كانت تحمل متوسط. لم تصدر بطاريات نيكل-هيدريد فلز اللاحقة، والتي لا تشترك في هذا المطلب لتحقيق أقصى قدر من الكفاءة، حتى أواخر التسعينيات، بعد سنوات من توقف غيم غير وأتاري لينكس وغيم بوي الأصلي. خلال الوقت الذي كانت فيه الأجهزة المحمولة المتفوقة تقنيًا بها قيود تقنية صارمة، كانت البطاريات ذات تصنيف ملي أمبير في الساعة منخفض جدًا نظرًا لأن البطاريات ذات كثافة الطاقة الثقيلة لم تكن متوفرة بعد.
تحتوي أنظمة الألعاب الحديثة مثل نينتندو دي أس وبلاي ستيشن بورتبل على بطاريات ليثيوم أيون قابلة لإعادة الشحن ذات أشكال خاصة. تستخدم المشغلات الأخرى من الجيل السابع مثل جي بي2إكس بطاريات قلوية قياسية. نظرًا لأن تصنيف ملي أمبير في الساعة للبطاريات القلوية قد زاد منذ التسعينيات، فقد توفر الطاقة اللازمة للأجهزة المحمولة مثل جي بي2إكس بواسطة عدد قليل نسبيًا من البطاريات.

#### غيم بوي

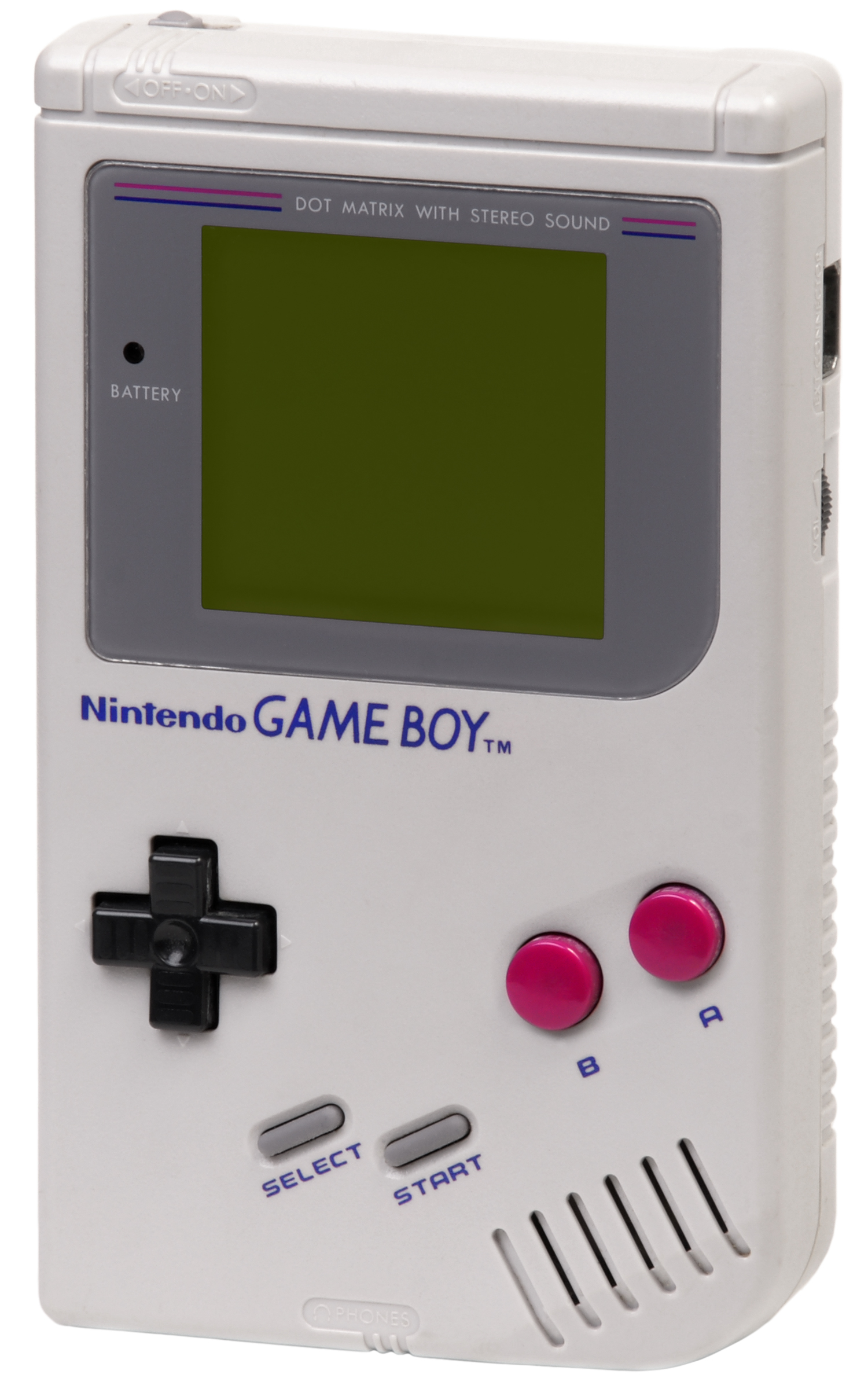
غيم بوي الأصلي

أصدرت نينتندو غيم بوي في 1989. كان فريق التصميم برئاسة غانبي يوكوي الذي كان مسؤولاً أيضًا عن نظام غيم أند واتش، بالإضافة إلى ألعاب نينتندو إنترتينمنت سيستم مثل مترويد وكيد إيكاروس. عرض الغيم بوي للتدقيق من قبل رئيس نينتندو هيروشي ياموتشي، قائلاً إن الشاشة أحادية اللون كانت صغيرة جدًا، وأن قوة المعالجة كانت غير كافية. شعر فريق التصميم أن التكلفة الأولية المنخفضة واقتصاد البطارية كانا أكثر أهمية، وعند مقارنته بمايكروفيجن، كان غيم بوي قفزة هائلة إلى الأمام.
أدرك يوكوي أن غيم بوي بحاجة إلى لعبة قاتلة واحدة على الأقل من شأنها تحديد المشغل وإقناع العملاء بشرائه. في يونيو 1988، شاهد مينورو اراكاوا، الرئيس التنفيذي لشركة نينتندو أمريكا آنذاك، عرضًا للعبة تتريس في معرض تجاري. اشترت نينتندو حقوق اللعبة، ووضعتها مع نظام غيم بوي كعنوان إطلاق. كانت ضربة فورية تقريبًا. بحلول نهاية العام بِيعَ أكثر من مليون وحدة في الولايات المتحدة. اعتبارًا من 31 مارس 2005، باع كل من الغيم بوي والغيم بوي كولر أكثر من 118 مليون وحدة في جميع أنحاء العالم.

#### أتاري لينكس
في عام 1987، أنشأت إيبكس لعبة هاندي؛ الجهاز الذي تحول إلى أتاري لينكس في عام 1989. إنه أول مشغل ألعاب فيديو محمول ملون على الإطلاق، فضلاً عن كونها الأولى المزودة بشاشة ذات إضاءة خلفية. كما يتميز أيضًا بدعم الشبكات مع ما يصل إلى 17 لاعبًا آخر، وأجهزة متقدمة تسمح بتكبير وتصغير العفاريت. يمكن أيضًا قلب لينكس رأسًا على عقب لاستيعاب اللاعبين الذين يستخدمون اليد اليسرى. ومع ذلك، جاءت كل هذه الميزات بسعر مرتفع للغاية، مما دفع المستهلكين إلى البحث عن بدائل أرخص. يعد لينكس أيضًا غير عملي للغاية، ويستهلك البطاريات بسرعة كبيرة، ويفتقر إلى دعم الطرف الثالث الذي يتمتع به منافسوها. نظرًا لسعره المرتفع، وعمر البطارية القصير، ونقص الإنتاج، وندرة الألعاب المقنعة، وحملة نينتندو التسويقية القوية، وعلى الرغم من إعادة التصميم في عام 1991، أصبح لينكس فشلًا تجاريًا. على الرغم من ذلك، ساعدت شركات مثل تيلي غيمز في الحفاظ على النظام على قيد الحياة لفترة طويلة بعد أهميته التجارية، وعندما أصدر المالك الجديد هاسبرو حقوق التطوير للملك العام، تمكن مطورو مستقلون مثل سونغ بيرد من إطلاق ألعاب تجارية جديدة للنظام كل عام حتى دورة الألعاب الشتوية لعام 2004.

#### توربو إكسبريس

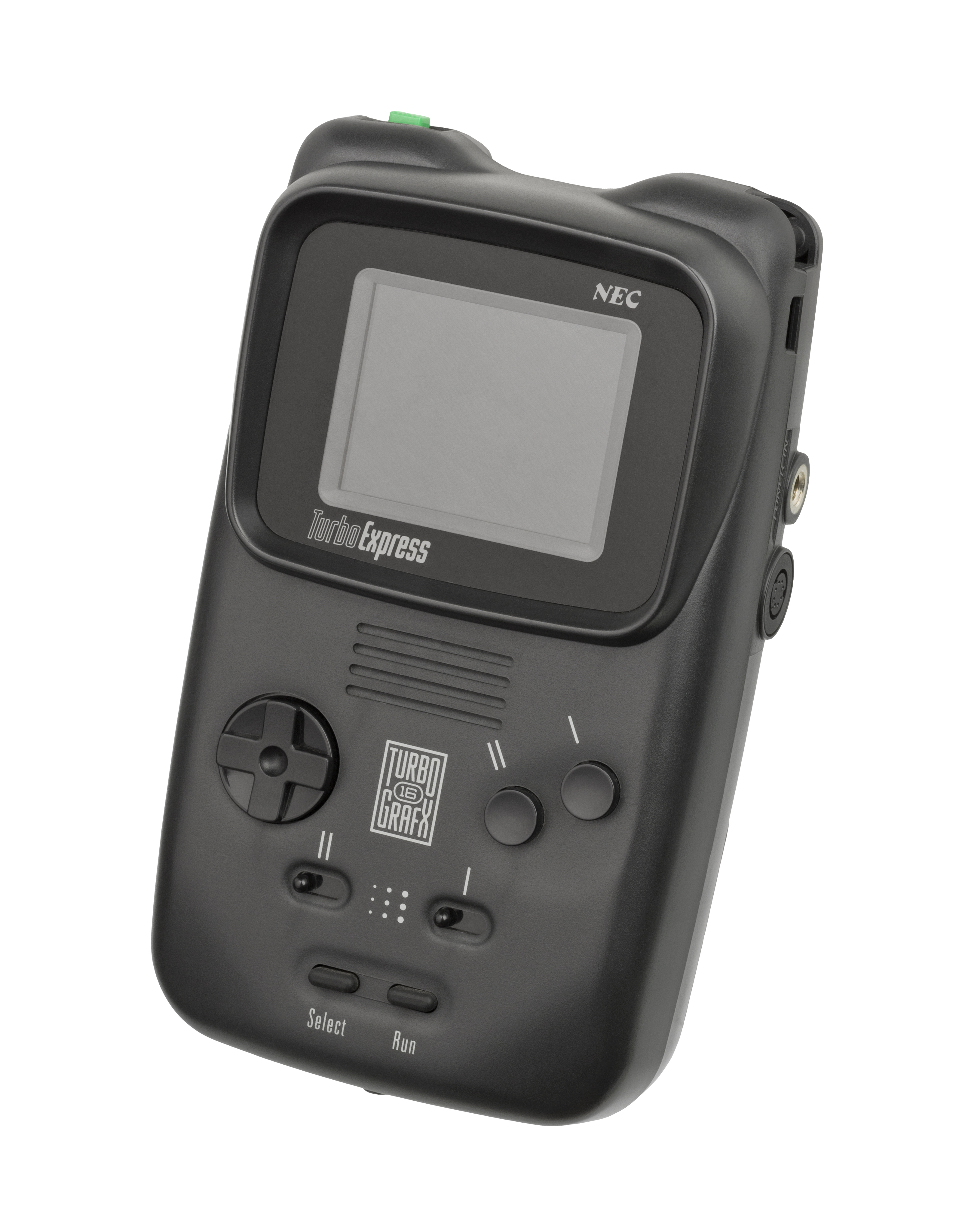
توربو إكسبريس

توربو إكسبريس هي نسخة محمولة من توربو غرافيكس، صدر في عام 1990 مقابل 249.99 دولارًا (رُفِعَ السعر لفترة وجيزة إلى 299.99 دولارًا، وسرعان ما انخفض إلى 249.99 دولارًا، وبحلول عام 1992 كان سعره 199.99 دولارًا). مكافئها الياباني هو بي سي إنجن جي تي.
إنه الجهاز المحمول الأكثر تقدمًا في وقته ويمكنه لعب جميع ألعاب توربو غرافيكس-16 (الموجودة على وسائط صغيرة بحجم بطاقة الائتمان تسمى بطاقات هو. لديه 66 شاشة مم (2.6 بوصة)، وهي نفس شاشة غيم بوي الأصلي، ولكن بدقة أعلى بكثير، ويمكنها عرض 64 صورة متحركة في وقت واحد، 16 لكل خط مسح ضوئي، بـ512 لونًا. على الرغم من أن العتاد يمكنه فقط التعامل مع 481 لونًا متزامنًا. لديه 8 كيلوبايت من ذاكرة الوصول العشوائي. يعمل توربو على تشغيل وحدة المعالجة المركزية هو سي6820 عند 1.79 أو 7.16 ميغا هرتز.
يشتمل موالف التلفزيون الاختياري «توربو فيجن» على إدخال صوت/فيديو آر سي أيه، مما يسمح للمستخدمين باستخدام توربو إكسبريس كشاشة فيديو. سمح «توربو لينك» باللعب للاعبين. تضمنت فالكون، وهي لعبة محاكاة طيران، يتضمن وضع قتال عنيف «وجهاً لوجه» لا يمكن الوصول إليه إلا عبر توربو لينك. ومع ذلك، فإن عددًا قليلاً جدًا من ألعاب توربو غرافيكس-16 تقدم أوضاع لعب تعاونية مصممة خصيصًا مع وضع توربو إكسبريس في الاعتبار.

#### غاميت

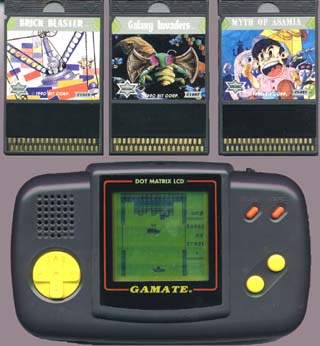
غاميت مع 3 بطاقات لعبة

يعد غاميت واحد من أول مشغلات ألعاب الفيديو المحمولة التي أنشئت استجابةً لغيم بوي. صدر في آسيا عام 1990 وَوُزِّعَ في جميع أنحاء العالم بحلول عام 1991.
مثل غيم غير، كان أفقي في الاتجاه ومثل غيم بوي، تتطلب 4 بطاريات AA. على عكس العديد من نسخ غيم بوي اللاحقة، جُمِعَت مكوناته الداخلية بشكل احترافي (بدون رقائق «غلوب-توب»). لسوء الحظ، فإن العيب القاتل للنظام هو شاشته. حتى وفقًا لمعايير اليوم، يصعب استخدام شاشته إلى حد ما، حيث يعاني من مشاكل مماثلة في الظلال التي كانت شكاوى شائعة مع الجيل الأول من الغيم بوي. على الأرجح بسبب هذه الحقيقة كانت المبيعات سيئة للغاية، وأغلقت الشركة المصنعة للمشغل بت بحلول عام 1992. ومع ذلك، استمر نشر ألعاب جديدة للسوق الآسيوية، ربما في أواخر عام 1994. لا يزال العدد الإجمالي للألعاب التي صدرت للنظام غير معروف.

صممت ألعاب غاميت للحصول على صوت استريو، ولكن المشغل مجهز فقط بمكبر صوت أحادي.

#### غيم غير

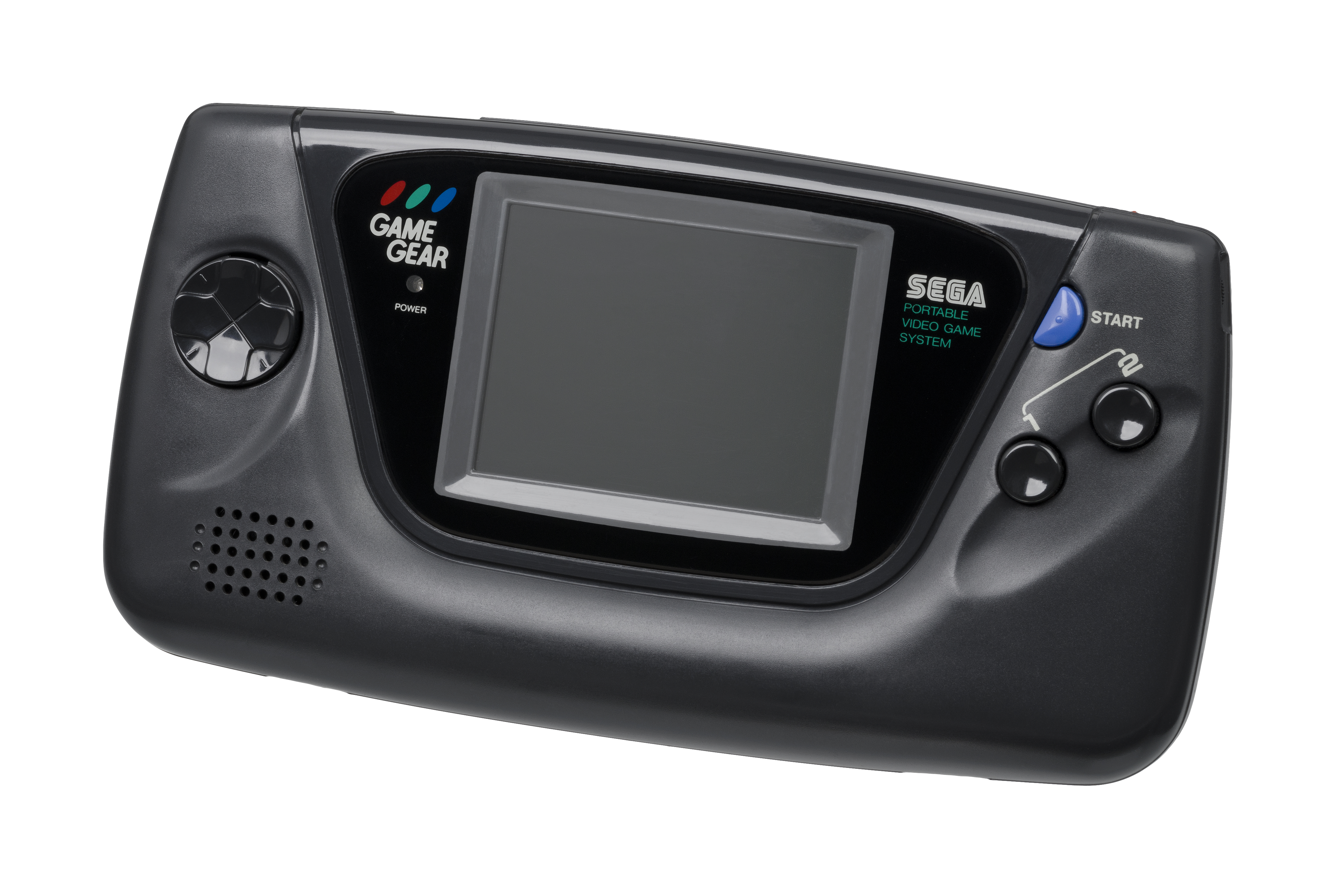
غيم غير

يعد الغيم غير ثالث مشغل ألعاب فيديو محمول ملون بعد أتاري لينكس وتوربو إكسبريس؛ من إنتاج شركة سيجا. صدر في اليابان عام 1990 وفي أمريكا الشمالية وأوروبا في عام 1991، وهو يعتمد على ماستر سيستم، والذي أعطى سيجا القدرة على إنشاء ألعاب غيم غير بسرعة من مكتبتها الكبيرة للألعاب لماستر سيستم. على الرغم من أن غيم غير لم تصل أبدًا إلى مستوى النجاح الذي تتمتع به نينتندو، فقد أثبتت أنها منافس دائم إلى حد ما، حيث تدوم لفترة أطول من أي منافس آخر لغيم بوي.
في حين أن غيم غير غالبًا ما يظهر باللون الأسود أو الأزرق الداكن، فقد صدر أيضًا في مجموعة متنوعة من الألوان الإضافية: الأحمر والأزرق الفاتح والأصفر والشفاف والبنفسجي. صدرت كل هذه الاختلافات بكميات صغيرة وفي كثير من الأحيان فقط في السوق الآسيوية.
بعد نجاح سيجا مع غيم غير، بدأوا التطوير على خليفة خلال أوائل التسعينيات، والذي كان يهدف إلى عرض واجهة تعمل باللمس، قبل سنوات عديدة من نينتندو دي أس. ومع ذلك، كانت هذه التقنية باهظة الثمن في ذلك الوقت، وقدرت تكلفة الجهاز المحمول نفسه بحوالي 289 دولارًا في حالة إصداره. اختارت سيجا في النهاية ترك الفكرة على الرف، وبدلاً من ذلك أطلقت سيجا نوماد في 1995، وهو نسخة محمولة من ميجا درايف، كخليفة لغيم غير.

#### واتارا سوبرفيجن

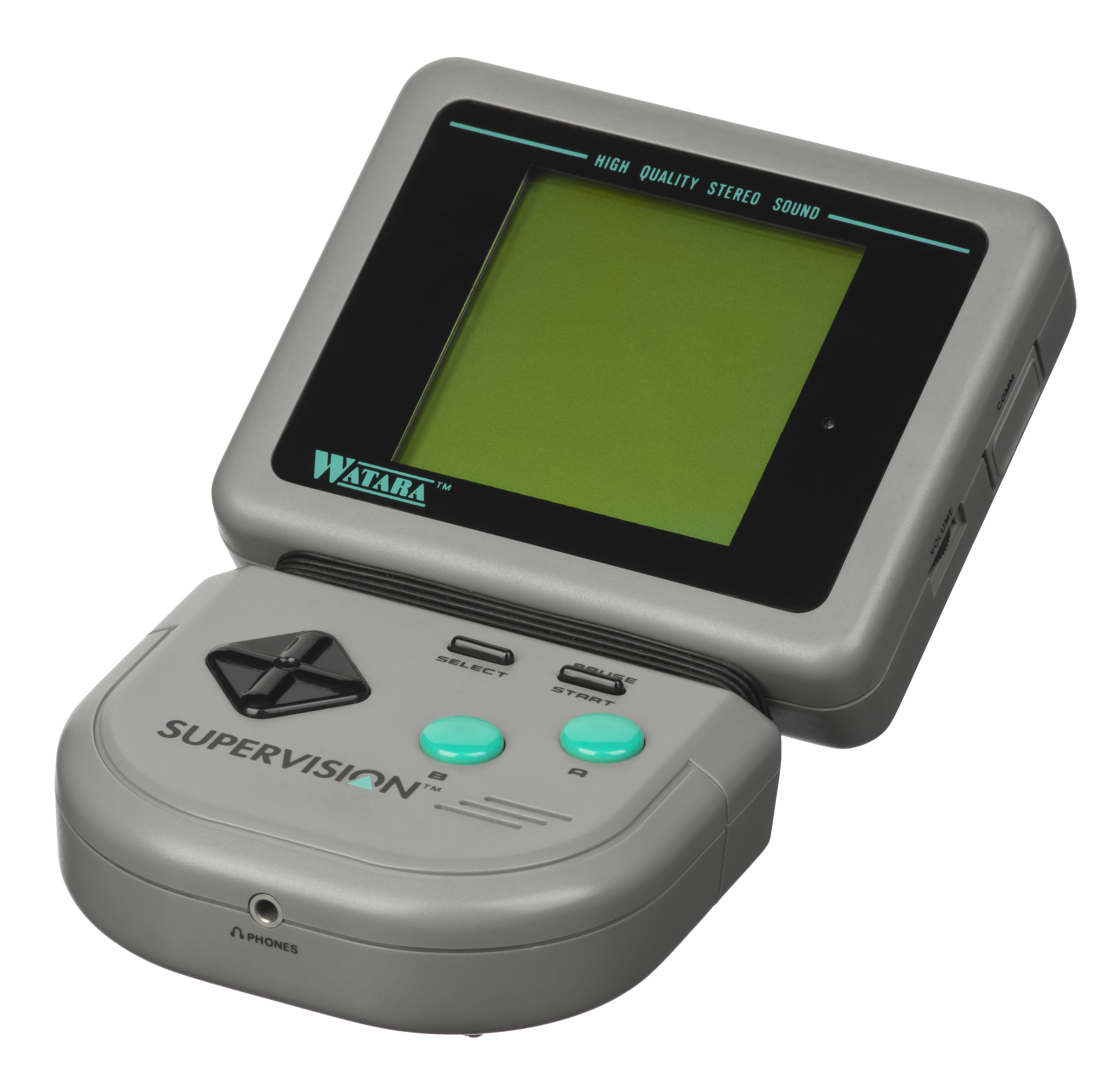
واتارا سوبرفيجن مع شاشة قابلة للإمالة.

صدر واتارا سوبرفيجن في عام 1992 في محاولة للتنافس مع غيم بوي. صُمِم النموذج الأول بشكل يشبه غيم بوي إلى حد كبير، لكنه رمادي اللون ويحتوي على شاشة أكبر قليلاً. صُنِّعَ النموذج الثاني بمفصلة عبر المركز ويمكن ثنيه قليلاً لتوفير راحة أكبر للمستخدم. بينما يتمتع النظام بدرجة متواضعة من النجاح، إلا أنه لم يؤثر أبدًا على مبيعات نينتندو أو سيجا. أعيد تصميم سوبرفيجن للمرة الأخيرة باسم «ذا ماغنوم». صدر بكميات محدودة وكان يعادل تقريبًا غيم بوي بوكيت. كان متوفرًا بثلاثة ألوان: الأصفر والأخضر والرمادي. صممت واتارا العديد من الألعاب بنفسها، لكنها تلقت بعض الدعم من شركات الطرف الثالث، وعلى الأخص من ساتشن.

كان محول التلفزيون متاحًا في كل من تنسيقات البال والإن تي إس سي التي يمكن أن تنقل سوبرفيجن بالأبيض والأسود إلى 4 ألوان، مشابه في بعض الأمور لسوبر غيم بوي من نينتندو.

#### غيم ماستر
غيم ماستر هو جهاز محمول غامض صدر في نقطة غير معروفة في أوائل التسعينيات. كانت دقة رسوماتها أقل بكثير من معظم معاصريها، حيث كانت تعرض 64 × 64 بكسل فقط. كانت متوفرة باللون الأسود والأبيض والأرجواني، وكثيراً ما غُيِرَت علامتها التجارية من قبل موزعيها.
العدد الدقيق للألعاب التي صدرت غير معروف، ولكن من المحتمل أن يكون حوالي 20 لعبة. غالبًا ما يُشَغَّل النظام في أوروبا وأستراليا.

### أواخر عقد 1990
بحلول هذا الوقت، بدأ الافتقار إلى التطور الكبير في خط إنتاج نينتندو بالسماح بتطوير أنظمة أكثر تقدمًا مثل نيو جيو بوكيت كولر ووندر سوان كلر.

#### سيجا نوماد

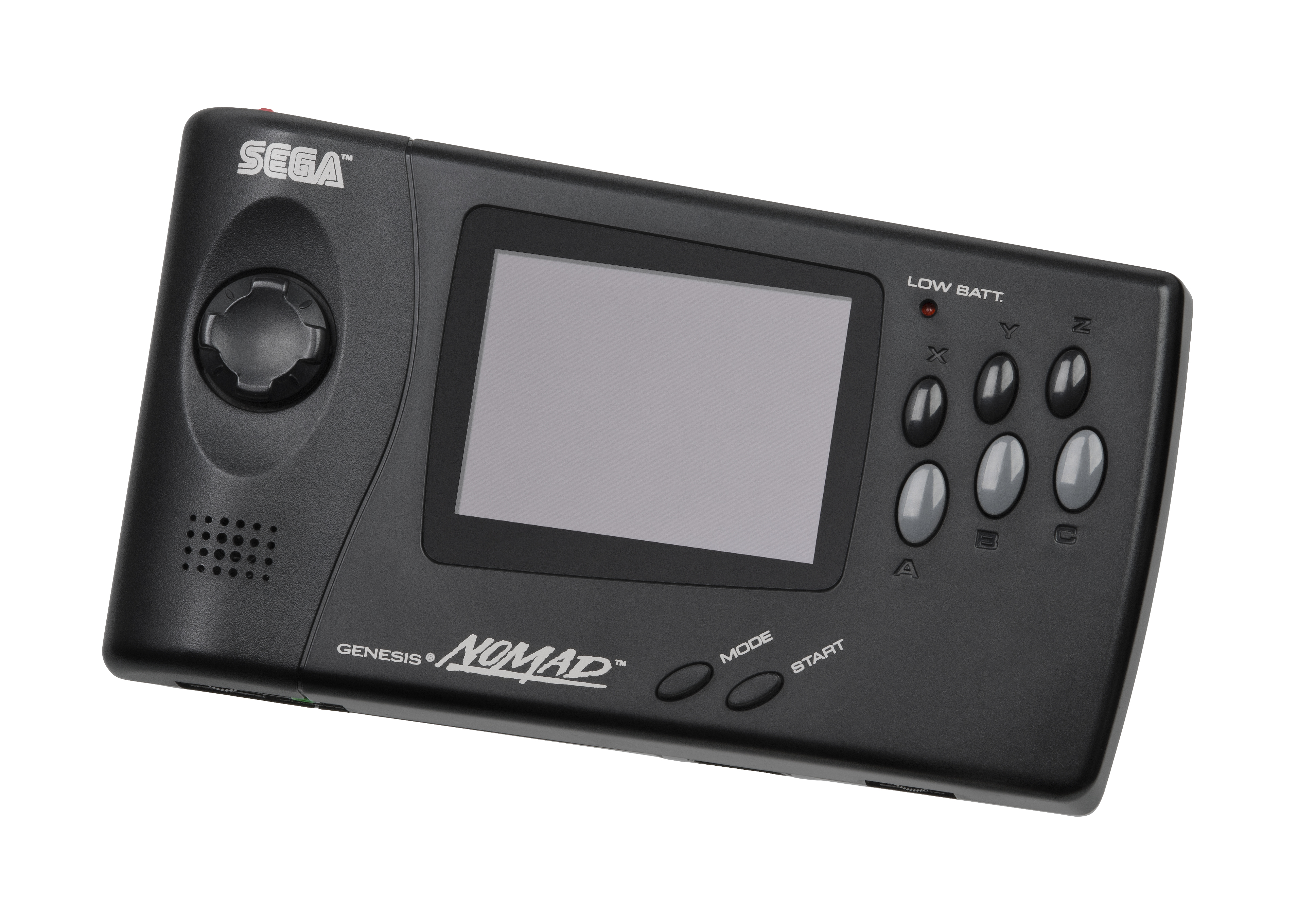
سيجا نوماد

صدر سيجا نوماد في أكتوبر 1995 في أمريكا الشمالية فقط. كان الإصدار بعد خمس سنوات من النطاق السوقي لميجا درايف، مع مكتبة موجودة تضم أكثر من 500 لعبة من ألعاب ميجا درايف. وفقًا لرئيس البحث والتطوير السابق لشركة سيجا أمريكا، جو ميلر، لم يكن القصد من نوماد أن يكون بديلاً لغيم غير؛ كان يعتقد أن هناك القليل من التخطيط من شركة سيجا اليابانية للأجهزة المحمولة الجديدة. كانت سيجا تدعم خمسة مشغلات مختلفة: ساترن و ميجا درايف وغيم غير وبيكو وماستر سيستم، بالإضافة إلى قطع ميجا سي دي و32إكس الإضافية. في اليابان، لم يكن ميجا درايف ناجحًا أبدًا وكان ساترن أكثر نجاحًا من بلاي ستيشن من سوني، لذلك قرر هاياو ناكاياما الرئيس التنفيذي لشركة سيجا إنتربرايسز التركيز على ساترن. بحلول عام 1999، باع نوماد بأقل من ثلث سعره الأصلي.

#### غيم بوي بوكيت

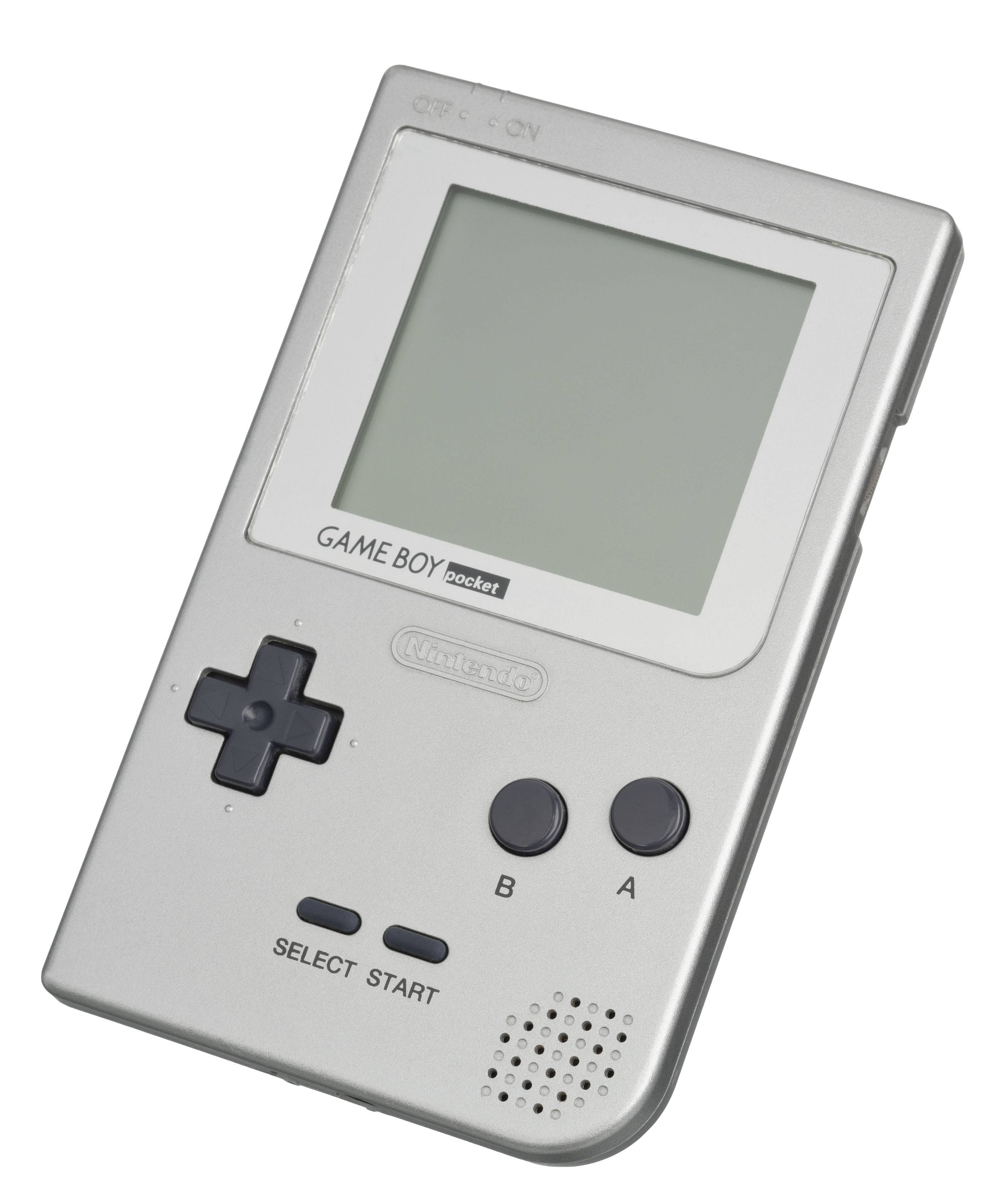
الإصدار الأول من غيم بوي بوكيت

غيم بوي بوكيت هو نسخة معاد تصميمها من غيم بوي الأصلي لها نفس الميزات. صدر في عام 1996. والجدير بالذكر أن غيم بوي بوكيت أصغر وأخف وزنًا من غيم بوي الأصلي. يأتي بسبعة ألوان مختلفة؛ الأحمر والأصفر والأخضر والأسود والشفاف والفضي والأزرق والوردي. تتسع لبطاريتي AAA، والتي توفر ما يقرب من 10 ساعات من اللعب. غُيِّرَت الشاشة إلى عرض حقيقي بالأبيض والأسود، بدلاً من عرض «حساء البازلاء» أحادي اللون لغيم بوي الأصلي. على الرغم من أن غيم بوي بوكيت، مثل سابقه، لا يحتوي على إضاءة خلفية للسماح باللعب في منطقة مظلمة، إلا أنه أدى بشكل ملحوظ إلى تحسين الرؤية ووقت استجابة البكسل (في الغالب القضاء على الظلال).
لم يكن النموذج الأول من غيم بوي بوكت مزودًا بثنائي باعث للضوء لإظهار مستويات البطارية، ولكن أضيفت الميزة بسبب الطلب العام. لم يكن غيم بوي بوكيت منصة برمجية جديدة ولعب نفس البرمجية مثل غيم بوي الأصلي.

#### غيم.كوم

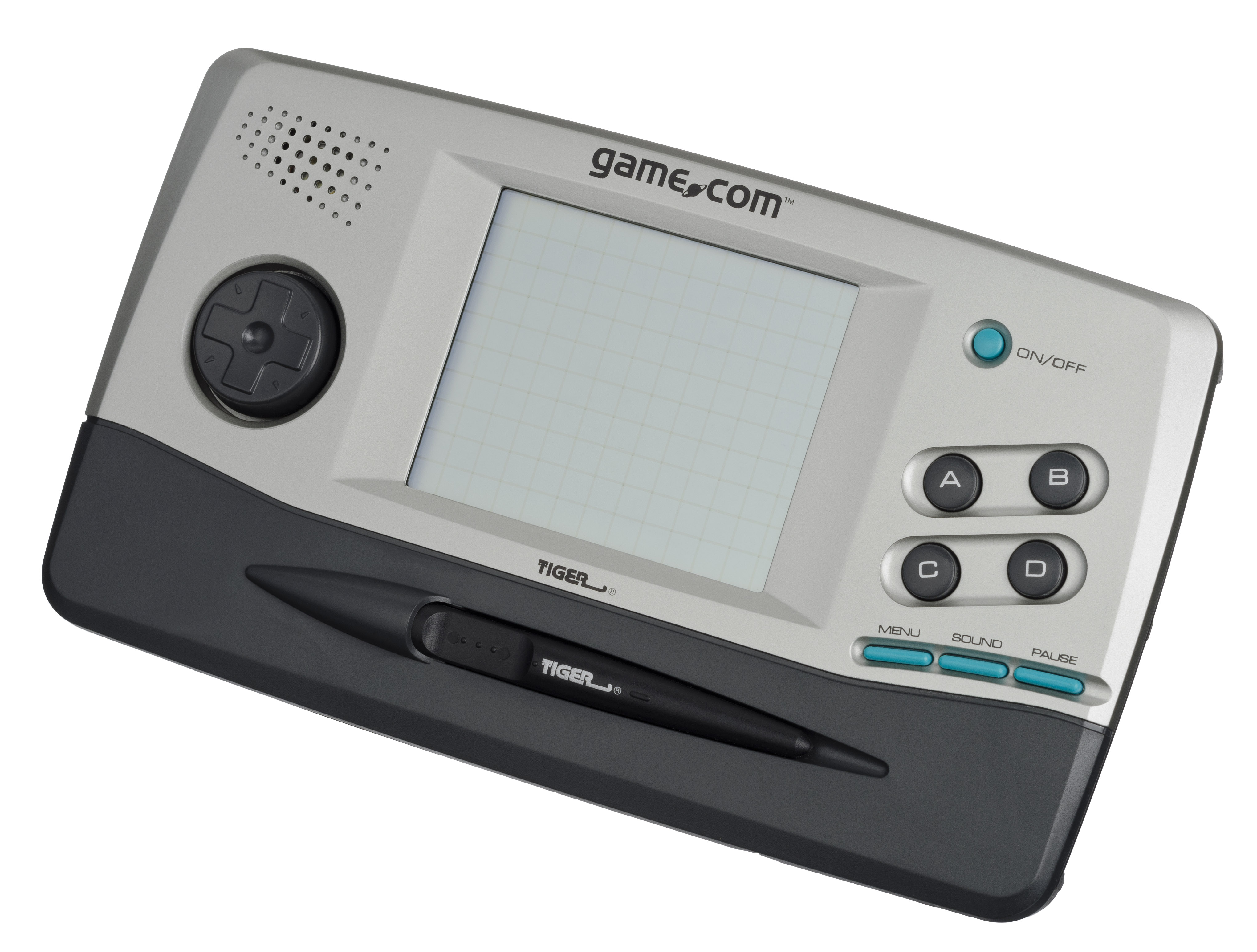
غيم.كوم

غيم.كوم (يُنطق في الإعلانات التليفزيونية باسم «غيم كوم»، وليس «غيم دوت كوم»، ولم يستخدم مواد تسويقية بأحرف كبيرة) هو مشغل ألعاب فيديو محمول صنعته تايجر إلكترونيك في سبتمبر 1997. ظهرت العديد من الأفكار الجديدة للمشغلات المحمولة وكانت تستهدف جمهورًا مستهدفًا أكبر سناً، وخصائص ووظائف رياضية على غرار المساعد الرقمي الشخصي مثل شاشة اللمس والقلم. ومع ذلك، كانت تايجر تأمل في أن يتحدى غيم بوي من نينتندوويكتسب متابعة بين اللاعبين الأصغر سنًا أيضًا. على عكس مشغلات ألعاب الفيديو المحمولة الأخرى، تضمنت مشغلات غيم.كوم الأولى فتحتين لخراطيش الألعاب، والتي لن تحدث مرة أخرى حتى تابويف زودياك ودي أس ودي أس لايت، ويمكن توصيلها بمودم 14.4 كيلوبت/ثانية. كانت النماذج اللاحقة تحتوي على فتحة خرطوشة واحدة فقط.

#### غيم بوي كولر

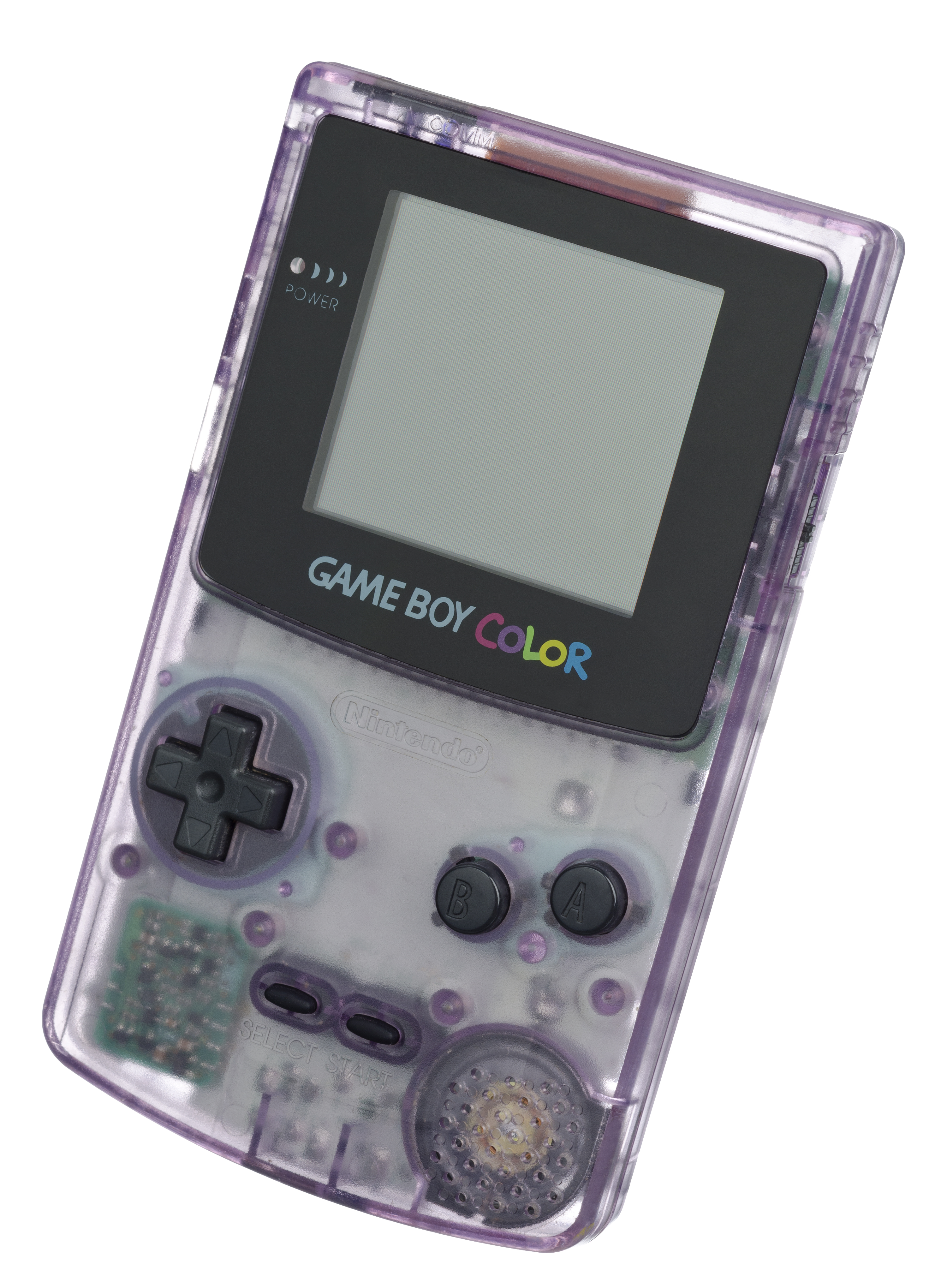
كان غيم بوي كولر أول مشغل ألعاب فيديو محمول من نينتندو يتميز بالألوان

غيم بوي كولر هو خليفة نينتندو لغيم بوي وصدر في 21 أكتوبر 1998 في اليابان وفي نوفمبر من نفس العام في الولايات المتحدة. يتميز بشاشة ملونة، وهو أكبر قليلاً من غيم بوي بوكيت. المعالج أسرع بمرتين من معالج غيم بوي ولديه ضعف الذاكرة. كما أن لديه منفذ اتصالات بالأشعة تحت الحمراء للربط اللاسلكي الذي لم يظهر في الإصدارات الأحدث من غيم بوي، مثل غيم بوي أدفانس.
كانت غيم بوي كولر استجابة للضغط من مطوري الألعاب من أجل نظام جديد، حيث شعروا أن غيم بوي، حتى في أحدث تجسيد لها، غيم بوي بوكيت، لم يكن كافياً. كان المنتج الناتج متوافقًا مع الإصدارات السابقة، وهو الأول من نوعه في نظام المشغل المحمول، واستفاد من مكتبة كبيرة من الألعاب وقاعدة رائعة مثبتة للنظام السابق. أصبحت هذه ميزة رئيسية لخط غيم بوي، لأنها سمحت لكل إطلاق جديد بالبدء بمكتبة أكبر بكثير من أي من منافسيها. اعتبارًا من 31 مارس 2005، باع كل من الغيم بوي والغيم بوي كولر أكثر من 118 مليون وحدة في جميع أنحاء العالم.
المشغل قادر على عرض ما يصل إلى 56 لونًا مختلفًا في وقت واحد على الشاشة من لوحة ألوانه المكونة من 32768 لونًا، ويمكنها إضافة تظليل أساسي بأربعة ألوان للألعاب التي طُوِّرَت من أجل غيم بوي الأصلي. ويمكنه أيضًا منح النقوش المتحركة والخلفيات ألوانًا منفصلة، ليصبح المجموع أكثر من أربعة ألوان.

#### نيو جيو بوكيت كولر

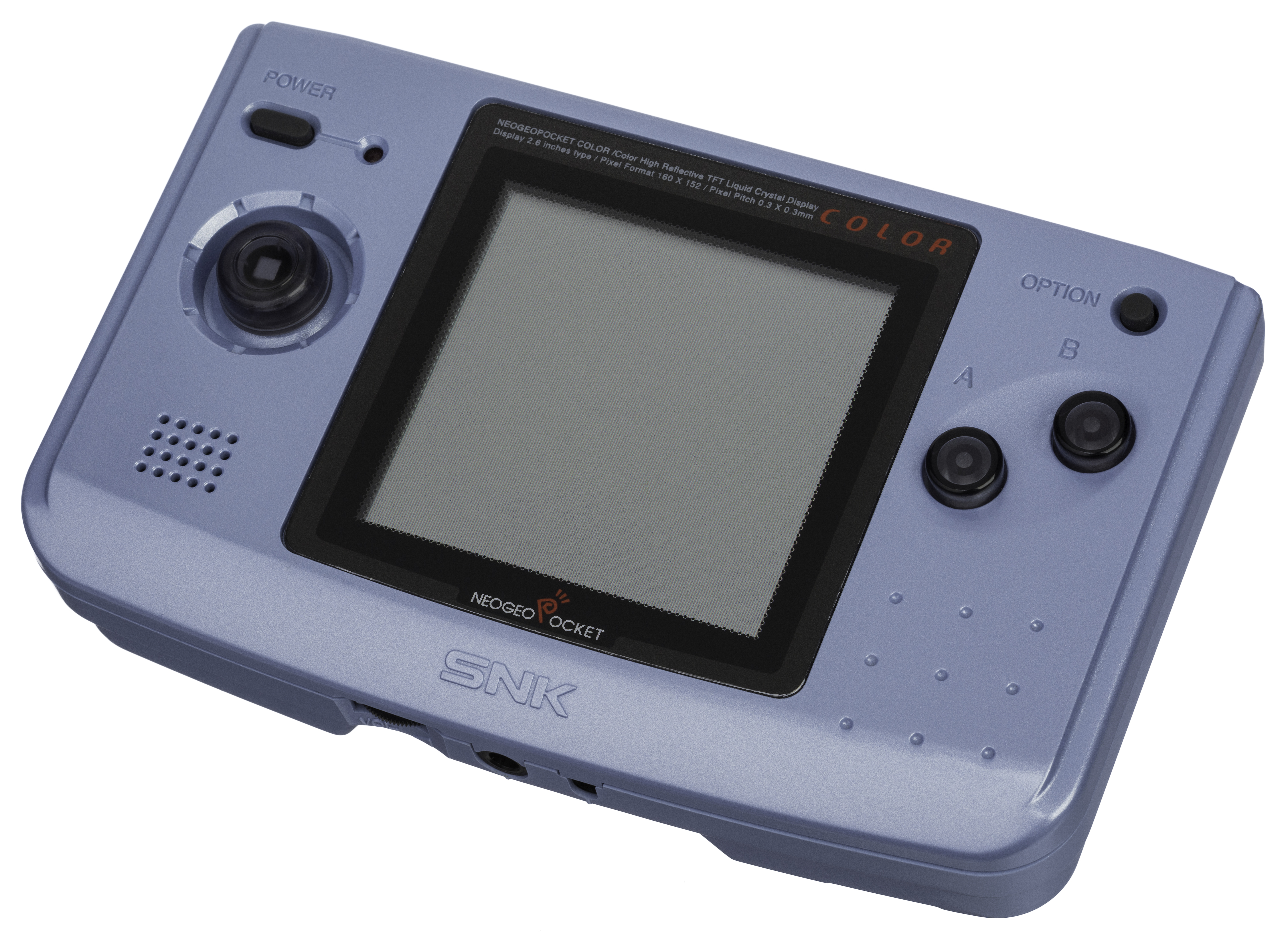
نيو جيو بوكيت كولر

صدرت نيو جيو بوكيت كولر في عام 1999 في اليابان، وفي وقت لاحق من ذلك العام في الولايات المتحدة وأوروبا. هو مشغل ألعاب فيديو محمول ملون ذات 16 بت صممتها إس إن كي، الشركة المصنعة لمشغل ألعاب الفيديو المنزلي وآلة الصالات نيو جيو. جاء ذلك بعد أن ظهر جهاز نيو جيو بوكيت أحادي اللون الأصلي من إس إن كي، والذي ظهر لأول مرة في عام 1998 في اليابان.
في عام 2000 بعد شراء إس إن كي من قبل شركة باتشينكو اليابانية المصنعة لأروز، أسقط نيو جيو بوكيت كولر من الأسواق الأمريكية والأوروبية، بسبب الفشل التجاري المزعوم.

بدا النظام جيدًا في طريقه للنجاح في الولايات المتحدة. لقد كان أكثر نجاحًا من أي منافس لغيم بوي منذ غيم غير، لكنه تأثر بعدة عوامل، مثل افتقار إس إن كي السيئ السمعة للتواصل مع مطوري الطرف الثالث، وترقب غيم بوي أدفانس. قد يكون قرار شحن الألعاب الأمريكية في صناديق من الورق المقوى في خطوة لخفض التكاليف بدلاً من الصناديق البلاستيكية الصلبة التي شُحِنَ الإصدارات اليابانية والأوروبية فيها قد أضر أيضًا بالمبيعات الأمريكية.

#### وندر سوان كولر

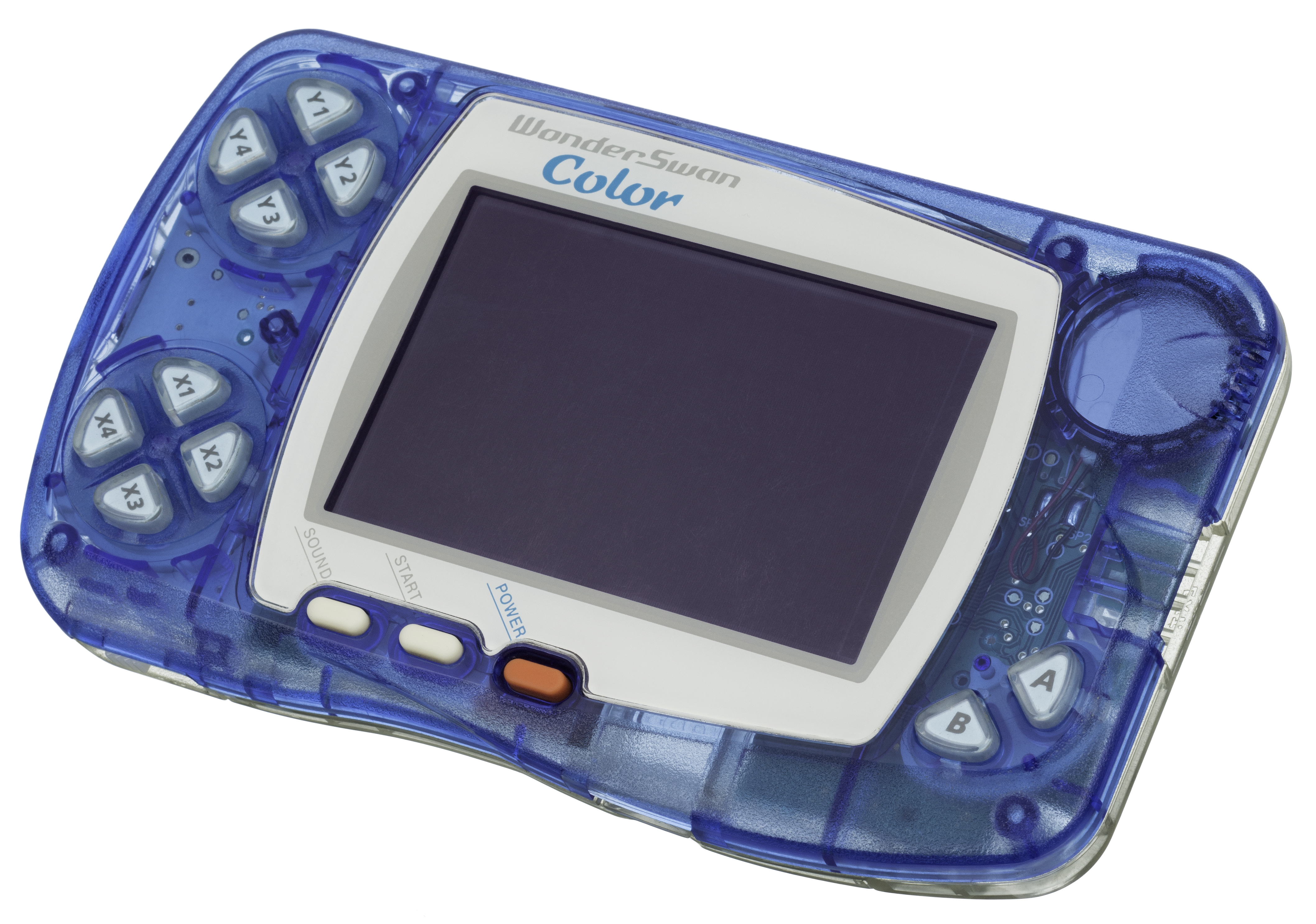
وندر سوان كلر

وندر سوان كلر هو عبارة عن مشغل ألعاب فيديو محمول صممته بانداي. صدر في 9 ديسمبر 2000 في اليابان، الرغم من أن وندر سوان كان أكبر قليلاً وأثقل (7 مم و 2 غ) بالمقارنة مع واندر سوان الأصلي، ظهرت النسخة الملونة 512 كيلو بايت من ذاكرة الوصول العشوائي وشاشة عرض بلوري سائل ملونة أكبر. بالإضافة إلى ذلك، فإن وندر سوان كلر متوافق مع مكتبة ألعاب واندرسوان الأصلية.
قبل إصدار واندرسوان، كانت نينتندو تحتكر فعليًا سوق ألعاب الفيديو اليابانية المحمولة. بعد إصدار وندر سوان كلر، استحوذت بانداي على ما يقرب من 8% من حصة السوق في اليابان ويرجع ذلك جزئيًا إلى انخفاض سعرها البالغ 6800 ين (حوالي 65 دولارًا أمريكيًا). سبب آخر لنجاح واندرسوان في اليابان هو حقيقة أن بانداي تمكنت من الحصول على صفقة مع سكوير للتغلب على ألعاب فاميكوم فاينل فانتسي الأصلية مع رسومات وعناصر تحكم محسّنة. ومع ذلك، مع شعبية غيم بوي أدفانس والمصالحة بين سكوير ونينتندو، ووندر سوان كلر وخليفتها سوان كريستال فقدت بسرعة ميزتها التنافسية.

### أوائل عقد 2000
شهد عقد 2000 قفزة كبيرة في الابتكار، لا سيما في النصف الثاني مع إصدار نينتندو دي أس وبلاي ستيشن بورتبل.

#### غيم بوي أدفانس

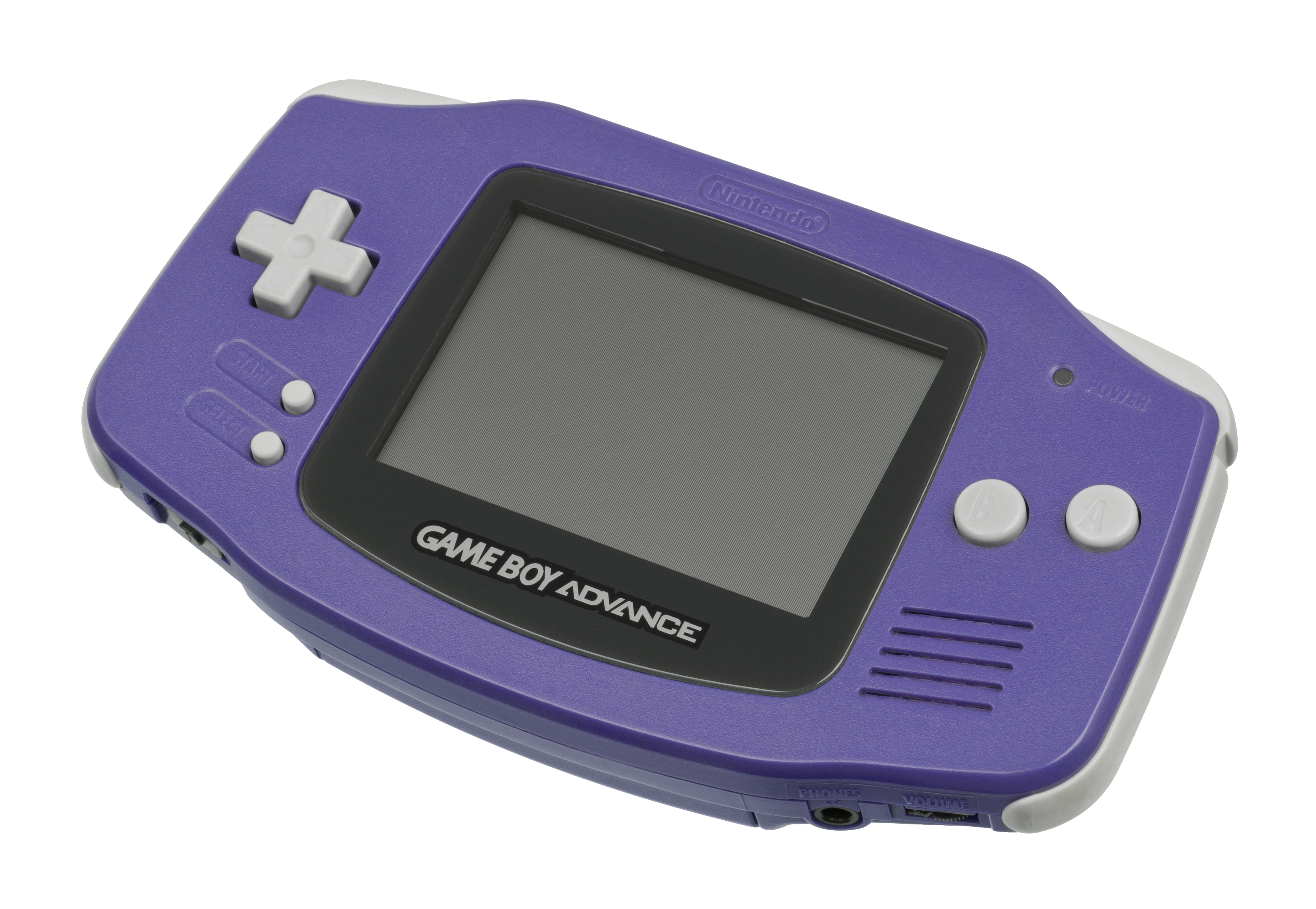
غيم بوي أدفانس يعتبر ترقية كبيرة لخط غيم بوي

في عام 2001، أصدرت نينتندو غيم بوي أدفانس، والتي أضافت زرين للكتف، وشاشة أكبر، وقوة حوسبة أكبر من غيم بوي كولر.
نُقِّحَ التصميم بعد ذلك بعامين عندما صدر غيم بوي أدفانس أس بي، وهي نسخة أكثر إحكاما. يتميز أس بي بتصميم «صدفي» (قابل للطي ومفتوح ومغلق، مثل الكمبيوتر المحمول)، بالإضافة إلى شاشة ملونة بإضاءة أمامية وبطارية قابلة لإعادة الشحن. على الرغم من عامل الشكل الأصغر، ظلت الشاشة بنفس حجم الشاشة الأصلية. في عام 2005، صدر غيم بوي مايكرو. تضحي هذه النسخة المنقحة بحجم الشاشة والتوافق مع الإصدارات السابقة مع أجهزة غيم بوي السابقة من أجل تقليل كبير في الحجم الإجمالي وشاشة ذات إضاءة خلفية أكثر إشراقًا. صدر نموذج جديد لأس بي مع شاشة بإضاءة خلفية في بعض المناطق في نفس الوقت تقريبًا.
إلى جانب نينتندو غيم كيوب، قدم غيم بوي أدفانس أيضًا مفهوم «الاتصال»: استخدام نظام محمول كجهاز تحكم. تستخدم عدد قليل من الألعاب هذه الميزة، وأبرزها أنيمل كروسينغ وفاينل فانتازي كريستال كرونيكلز وذا ليجند أوف زيلدا: فور سوردز أدفنشرز وذا ليجند أوف زيلدا: ذا ويند وايكر ومترويد برايم وسونيك أدفنشر 2: باتل.

اعتبارًا من 31 ديسمبر 2007، باع كل من غيم بوي أدفانس وأس بي ومايكرو مجتمعين 80.72 مليون وحدة في جميع أنحاء العالم.

#### غيم بارك 32

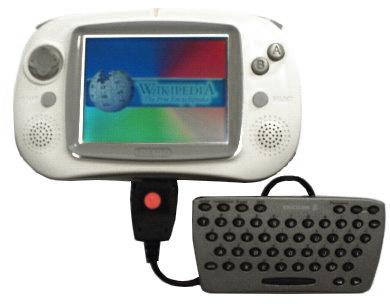
جي بي 32

صدر جي بي 32 الأصلي في عام 2001 من قبل شركة غيم بارك الكورية الجنوبية بعد بضعة أشهر من إطلاق غيم بوي أدفانس. تتميز بوحدة معالجة مركزية 32 بت، معالج 133 ميغاهرتز ومشغل إم بي 3 وديف إكس وقارئ الكتاب الإلكتروني. استخدمت بطاقات سمارت ميديا للتخزين، ويمكن أن تستوعب ما يصل إلى 128 ميغا بايت من أي شيء ينزل عبر كابل ناقل تسلسلي عام من حاسوب. أعيد تصميم جي بي 32 في عام 2003. أضيفت شاشة مضاءة من الأمام وكان الإصدار الجديد يسمى جي بي 32 إف إل يو (وحدة الإضاءة الأمامية). في صيف 2004، أعيد تصميم جي بي 32 بي إل يو وإضافة شاشة بإضاءة خلفية. خُطِطَ لإصدار هذه النسخة من الجهاز المحمول خارج كوريا الجنوبية؛ في أوروبا، وصدر على سبيل المثال في إسبانيا (كانت فيرجن بلاي هي الموزع). على الرغم من أنه لم يكن نجاحًا تجاريًا على مستوى الأجهزة المحمولة السائدة (باع المشغل 30.000 وحدة فقط)، فقد انتهى الأمر باستخدامه بشكل أساسي كمنصة للتطبيقات التي يصنعها المستخدمون ومحاكيات الأنظمة الأخرى، وأصبح شائعًا لدى المطورين والمستخدمين الأكثر مهارة تقنيًا.

#### إن-غيج
أصدرت نوكيا إن-غيج في عام 2003. صٌمِمَ كمشغل إم بي 3، وهاتف محمول، ومساعد رقمي شخصي، وراديو، وجهاز ألعاب. تلقى النظام الكثير من الانتقادات بزعم وجود عيوب في تصميمه المادي وتخطيطه، بما في ذلك شاشته ذات الاتجاه الرأسي ومتطلبات إزالة البطارية لتغيير خراطيش اللعبة. أشهرها كان «التكلم الجانبي»، أو وضع مكبر صوت الهاتف وجهاز الاستقبال على حافة الجهاز بدلاً من أحد الجوانب المسطحة، مما يجعل المستخدم يبدو وكأنه يتحدث في سندويشه تاكو.
صدر إن-غيج كيو دي لاحقًا لمعالجة عيوب التصميم الأصلية. ومع ذلك، أزيلت بعض الميزات المتوفرة في إن-غيج الأصلي بما في ذلك تشغيل إم بي 3 واستقبال راديو إف إم واتصال ناقل تسلسلي عام وأيضا وضعت في جهاز زر تصحيح/موافقة للأدخال متطلبات برامج نظام و فتحة للأدخال خراطيش بدلاً من أدخاله في داخل جهاز عند تغيير بطارية كل مرة.
أُطلِق الجيل الثاني من إن-غيج في 3 أبريل 2008 في شكل خدمة لهواتف نوكيا الذكية المختارة.

#### سايبيكو

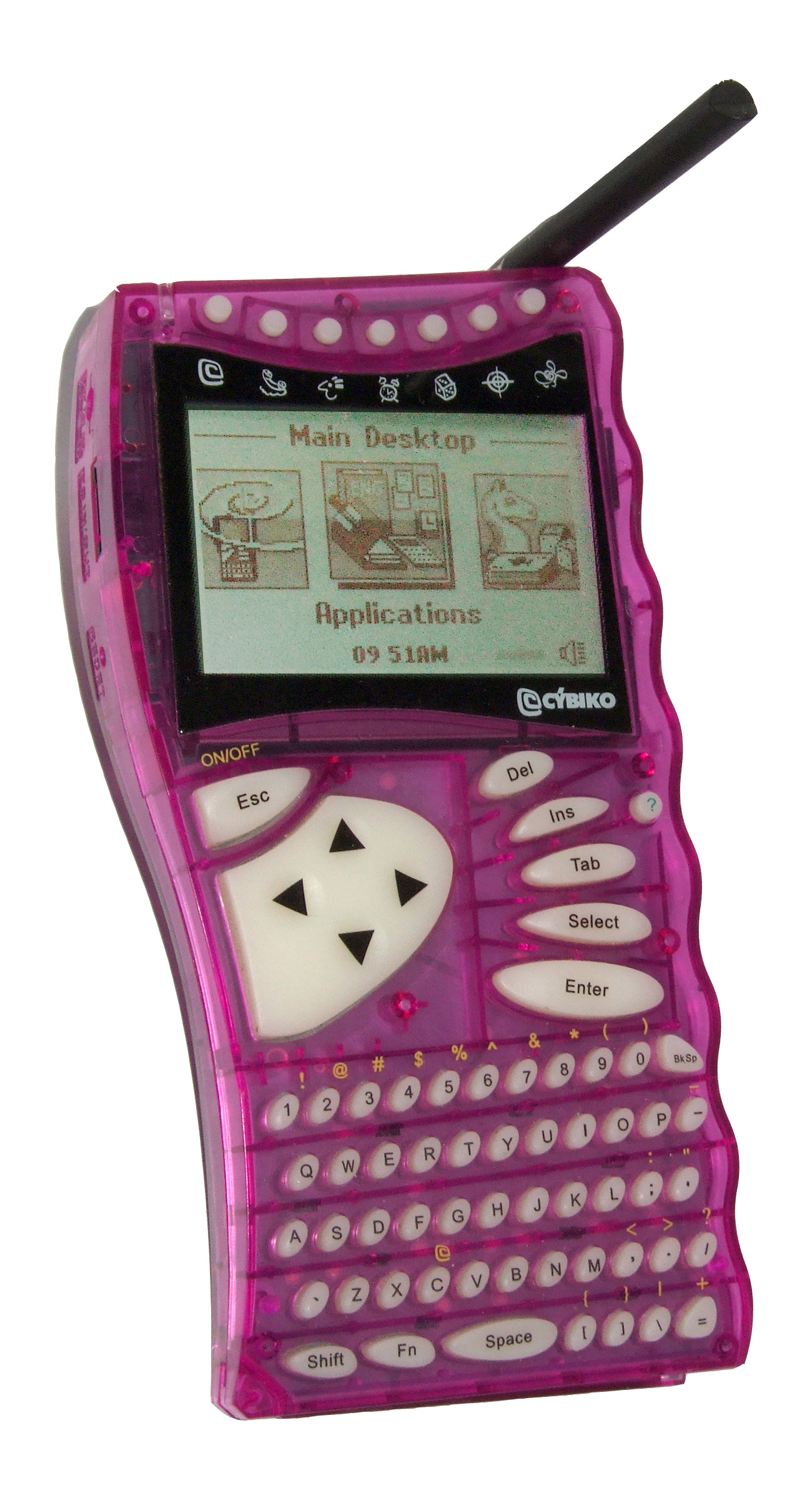
سايبيكو بهوائي ممتد على سطح المكتب الرئيسي.

سايبيكو هو حاسوب روسي محمول باليد قُدِّمَ في مايو 2000 من قبل شركة ديفيد يانغ وصُمِمَ للجماهير من المراهقين، ويتميز بنظام الرسائل النصية الإذاعي ثنائي الاتجاه الخاص به. هناك أكثر من 430 لعبة فيديو وتطبيقات مجانية «رسمية» للمشغل. نظرًا لنظام الرسائل النصية، فهو يتميز بلوحة مفاتيح كويرتي تستخدم مع قلم. عُمِلَت إضافة مشغل إم بي 3 للوحدة بالإضافة إلى قارئ بطاقة سمارت ميديا. توقفت الشركة عن تصنيع الوحدات بعد نسختين من المنتجات وبضع سنوات فقط في السوق. يمكن لسايبيكو التواصل مع بعضها البعض بحد أقصى 300 متر (0.19 ميل). يمكن للعديد من سايبيكو الدردشة مع بعضهم البعض في غرفة الدردشة اللاسلكية.
سايبيكو كلاسيك:
كان هناك نموذجان من سايبيكو كلاسيك. من الناحية المرئية، كان الاختلاف الوحيد هو أن النسخة الأصلية كان بها مفتاح طاقة على الجانب، بينما استخدمت النسخة المحدثة مفتاح «escape» لإدارة الطاقة. داخليًا، كانت الاختلافات بين النموذجين في الذاكرة الداخلية وموقع البرنامج الثابت.
سايبيكو إكستريم:
كان سايبيكو إكستريم هو الجيل الثاني من سايبيكو المحمول. لقد تميزت بتحسينات مختلفة على سايبيكو الأصلي، مثل معالج أسرع، والمزيد من ذاكرة الوصول العشوائي، والمزيد من ذاكرة القراءة فقط، ونظام تشغيل جديد، وتصميم جديد للوحة المفاتيح وتصميم حالة، ونطاق لاسلكي أكبر، وميكروفون، وإخراج صوتي محسن، وحجم أصغر.

#### تابويف زودياك
في عام 2003، أصدرت تابويف زودياك. صُمِمَ ليكون مساعد رقمي شخصي ومشغل ألعاب فيديو محمول هجين. دعمت الصور والأفلام والموسيقى والإنترنت والمستندات. استخدم زودياك نسخةً خاصةً من بالم أو إس 5، 5.2T، يدعم أزرار الألعاب الخاصة ورقاقة الرسوميات. كان هناك نسخاتان متاحان، زودياك 1 و2، يختلفان في الذاكرة والشكل. انتهى خط زودياك في يوليو 2005 عندما أعلنت تابويف إفلاسها.

### منتصف عقد 2000

#### نينتندو دي أس

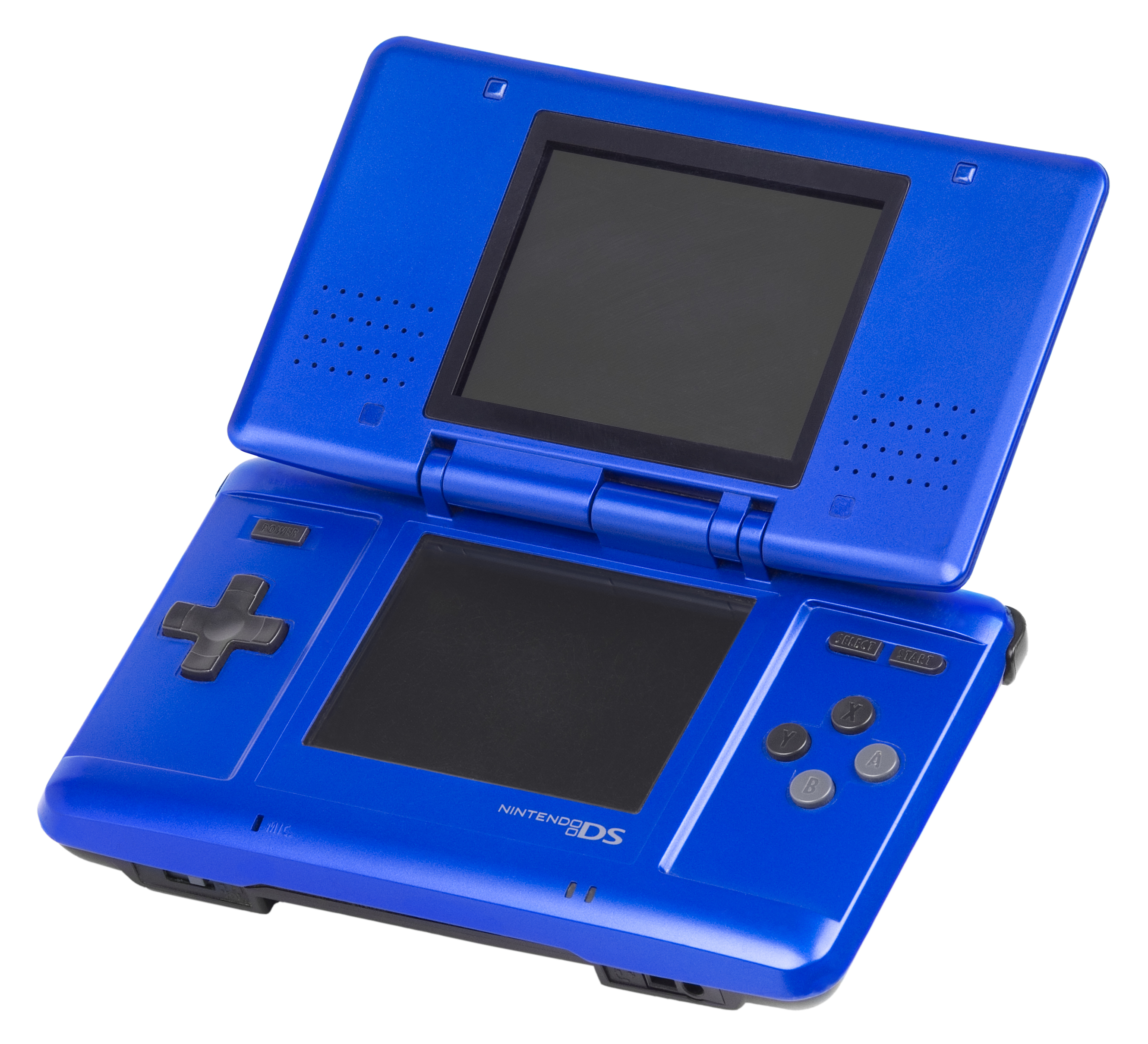
يحتوي نينتندوي دي أس على شاشتين (الجزء السفلي منها شاشة تعمل باللمس) وميكروفون واتصال واي فاي.

تصدر نينتندو دي أس في نوفمبر 2004. ومن بين ميزاته الجديدة دمج شاشتين وشاشة لمس واتصال لاسلكي ومنفذ ميكروفون. كما هو الحال مع غيم بوي أدفانس أس بي، يتميز دي أس بتصميم صدفي، مع محاذاة شاشتين عموديًا على جانبي المفصلة.
الشاشة السفلية لدي أس حساسة للمس، ومصممة للضغط عليها بقلم، أو بإصبع المستخدم أو «لويحة إبهام» خاصة (وسادة بلاستيكية صغيرة متصلة بحزام معصم المشغل، والتي يمكن لصقها بالإبهام لمحاكاة عصية لعب تشابهية). تشتمل عناصر التحكم الأكثر تقليدية على أربعة أزرار للوجه وزرين للكتف ولويحة الاتجاهات وأزرار «ابدأ» و«تحديد». تتميز المشغل أيضًا بإمكانيات عبر الإنترنت عبر نينتندو واي فاي كونيكشن وشبكات لاسلكية مخصصة للألعاب متعددة اللاعبين مع ما يصل إلى ستة عشر لاعبًا. إنه متوافق مع النسخ السابقة مع جميع ألعاب غيم بوي أدفانس، ولكن مثل غيم بوي مايكرو، فهو غير متوافق مع الألعاب المصممة لغيم بوي أو غيم بوي كولر.
في يناير 2006، كشفت نينتندو عن نسخة محدثة من دي أس: نينتندو دي أس لايت (صدرت في 2 مارس 2006، في اليابان) مع عامل شكل محدث وأصغر (42% أصغر و 21% أخف من نينتندو دي أس الأصلي)، تصميم أنظف وعمر بطارية أطول وشاشات أكثر إشراقًا وعالية الجودة مع سطوع قابل للتعديل. كما أنه قادر على الاتصال لاسلكيًا بالوي.
في 2 أكتوبر 2008، أعلنت نينتندو عن نينتندو دي أس آي بشاشات أكبر بحجم 3.25 بوصة وكاميراتين مدمجتين. يحتوي على فتحة تخزين شريحة إس دي بدلاً من فتحة غيم بوي أدفانس، بالإضافة إلى ذاكرة فلاش داخلية لتخزين الألعاب التي نزلت. صدرت في 1 نوفمبر 2008 في اليابان و2 أبريل 2009 في أستراليا و3 أبريل 2009 في أوروبا و5 أبريل 2009 في أمريكا الشمالية. في 29 أكتوبر 2009، أعلنت نينتندو عن نسخة أكبر من دي أس آي، تسمى دي أس آي إكس إل، والتي صدرت في 21 نوفمبر 2009 في اليابان، و5 مارس 2010 في أوروبا، و28 مارس 2010 في أمريكا الشمالية، و15 أبريل 2010 في أستراليا.
اعتبارًا من 31 ديسمبر 2009، باعت أجهزة نينتندو دي أس ودي أس آي ودي أس آي إكس إل مجتمعة 125.13 مليون وحدة في جميع أنحاء العالم.

#### غيم كينغ

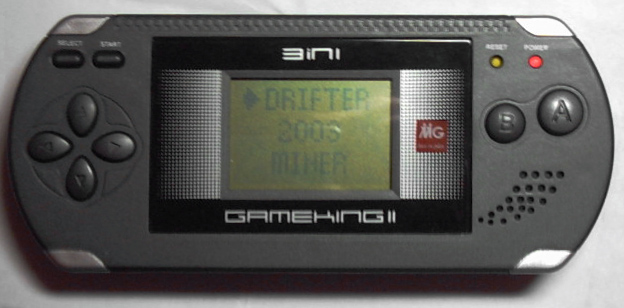
غيم كينغ 2.

غيم كينغ هو مشغل ألعاب فيديو محمول من تايم توب الصينية في عام 2004. النموذج الأول بينما كان أصليًا في التصميم يدين بدين كبير لغيم بوي أدفانس من نينتندو. يُعتقد أن النموذج الثاني، غيم كينغ 2، مستوحى من بلاي ستيشن بورتبل. هذا النموذج رُقِّيَ أيضًا بشاشة ذات إضاءة خلفية، مع شفافية خلفية مشتتة للانتباه (يمكن إزالتها عن طريق فتح المشغل). من الواضح أن غيم كينغ 3 هو نموذج ملون، ولكن صنع لفترة وجيزة وكان من الصعب شراؤه خارج آسيا. سواء كان عن قصد أم لا، فإن غيم كينغ لديها أكثر الرسومات بدائية من أي جهاز محمول صدر منذ غيم بوي لعام 1989.[بحاجة لمصدر]
نظرًا لأن العديد من الألعاب لها بساطة «المدرسة القديمة»، فقد طور الجهاز طائفة صغيرة من المتابعين. مكبر صوت غيم كينغ مرتفع جدًا ويبدو أن المسارات الصوتية الحلقية المعقدة للخراطيش (المأخوذة من مصادر أخرى) تتعارض مع رسوماتها البدائية.
صنعت تايم توب جهازًا إضافيًا واحدًا على الأقل يُطلق عليه أحيانًا اسم «غيم كينغ»، ولكن بينما يبدو أنه يمتلك رسومات أكثر تقدمًا، فهو في الأساس محاكي يلعب مجموعة من العربات المتعددة. خارج آسيا (خاصة الصين)، ومع ذلك، لا يزال غيم كينغ غير مسموع نسبيًا بسبب الشعبية الدائمة للأجهزة المحمولة اليابانية مثل تلك المصنعة من قبل نينتندو وسوني.

#### بلاي ستيشن بورتبل

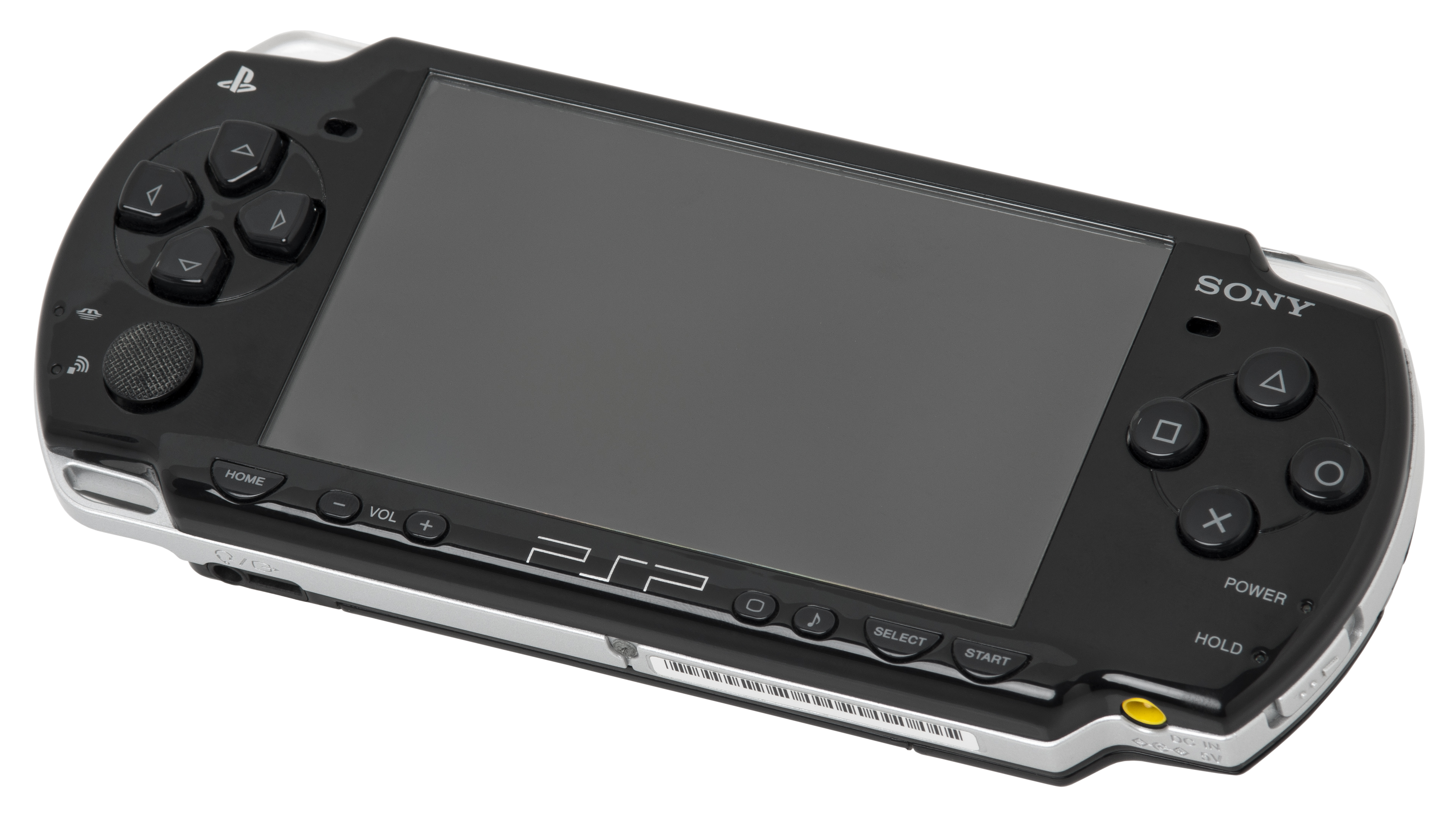
بلاي ستيشن بورتبل

بلاي ستيشن بورتبل هو عبارة عن مشغل ألعاب فيديو محمول من تصنيع وتسويق سوني كمبيوتر إنترتينمنت. أعلن عن تطوير المشغل لأول مرة خلال معرض الترفيه الإلكتروني 2003، وكُشِفَ عنه في 11 مايو 2004، في مؤتمر صحفي لشركة سوني قبل معرض الترفيه الإلكتروني 2004. صدر النظام في اليابان في 12 ديسمبر 2004، وفي أمريكا الشمالية في 24 مارس 2005، وفي منطقة بال في 1 سبتمبر 2005.

يعد بلاي ستيشن بورتبل أول مشغل ألعاب فيديو محمول يستخدم تنسيق قرص بصري، قرص الوسائط العام (يو إم دي)، لتوزيع ألعابه. كما صدرت أقراص فيديو يو إم دي مع الأفلام والبرامج التلفزيونية. استخدم بلاي ستيشن بورتبل تنسيق إصبع الذاكرة برو دو من سوني/سانديسك كوسيط تخزين أساسي. تشمل الميزات المميزة الأخرى للمشغل شاشة العرض الكبيرة وإمكانيات الوسائط المتعددة والاتصال ببلاي ستيشن 3 وأجهزة بلاي ستيشن بورتبل الأخرى والإنترنت.

#### غيزموندو

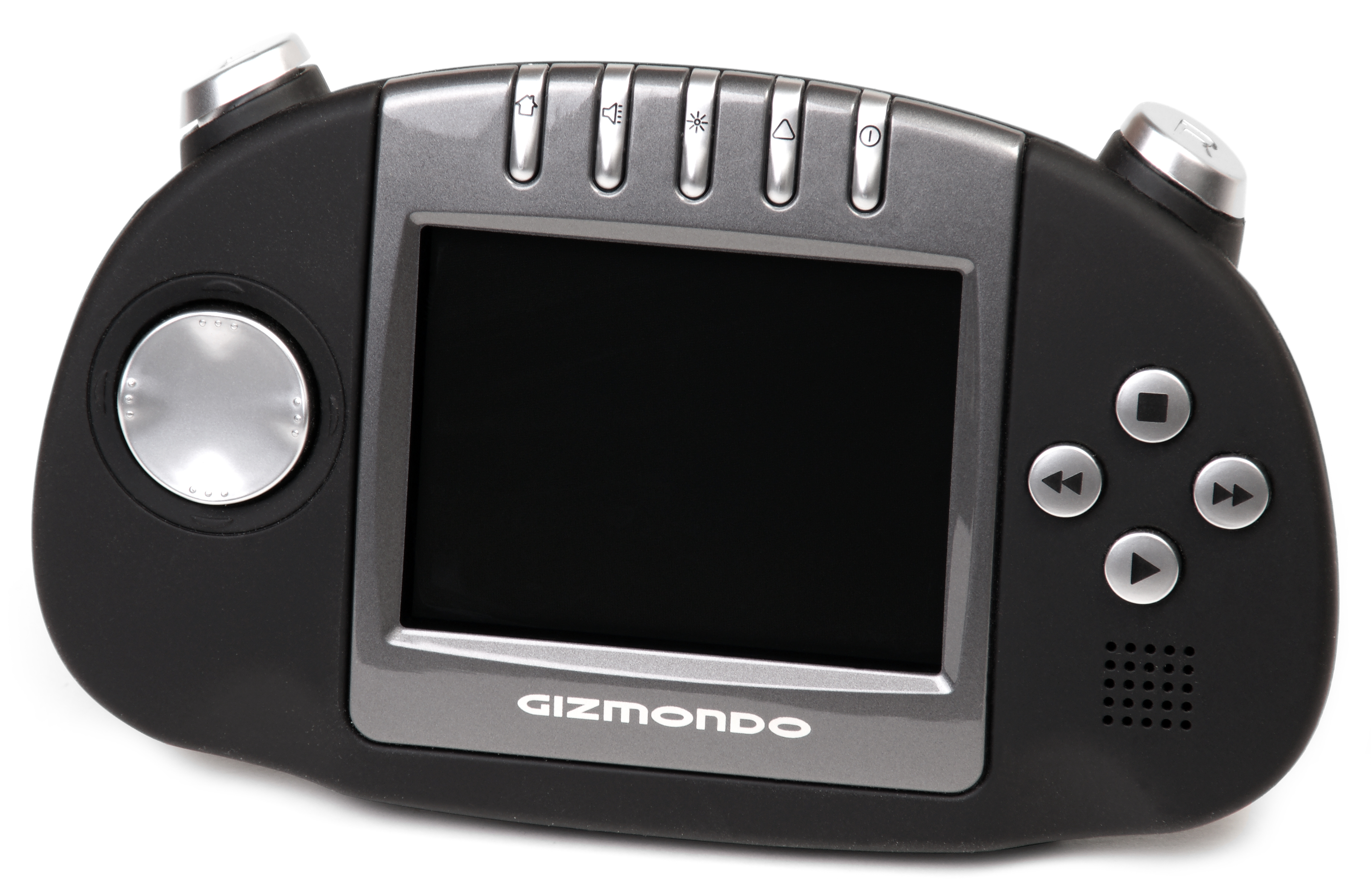
غيزموندو

صدر غيزموندو في المملكة المتحدة خلال مارس 2005 وفي الولايات المتحدة خلال أكتوبر 2005. هو مصمم لتشغيل الموسيقى والأفلام والألعاب، ولديه كاميرا لالتقاط الصور وتخزينها، وله وظائف نظام تموضع عالمي. كما أنه يملك قدرات الإنترنت. به هاتف لإرسال الرسائل النصية ورسائل الوسائط المتعددة. وُعِدَ أن هناك بريد إلكتروني للمشغل عند الإطلاق، ولكنه لم يصدر أبدًا قبل سقوط غيزموندو، وفي النهاية تايغر تليماتكس، في أوائل عام 2006. حصل المستخدمون على حزمة خدمة ثانية، لم تصدر، على أمل العثور على هذه الوظيفة. ومع ذلك، لم تقم حزمة الخدمة ب بتنشيط وظيفة البريد الإلكتروني.

#### سلسلة جي بي 2 إكس

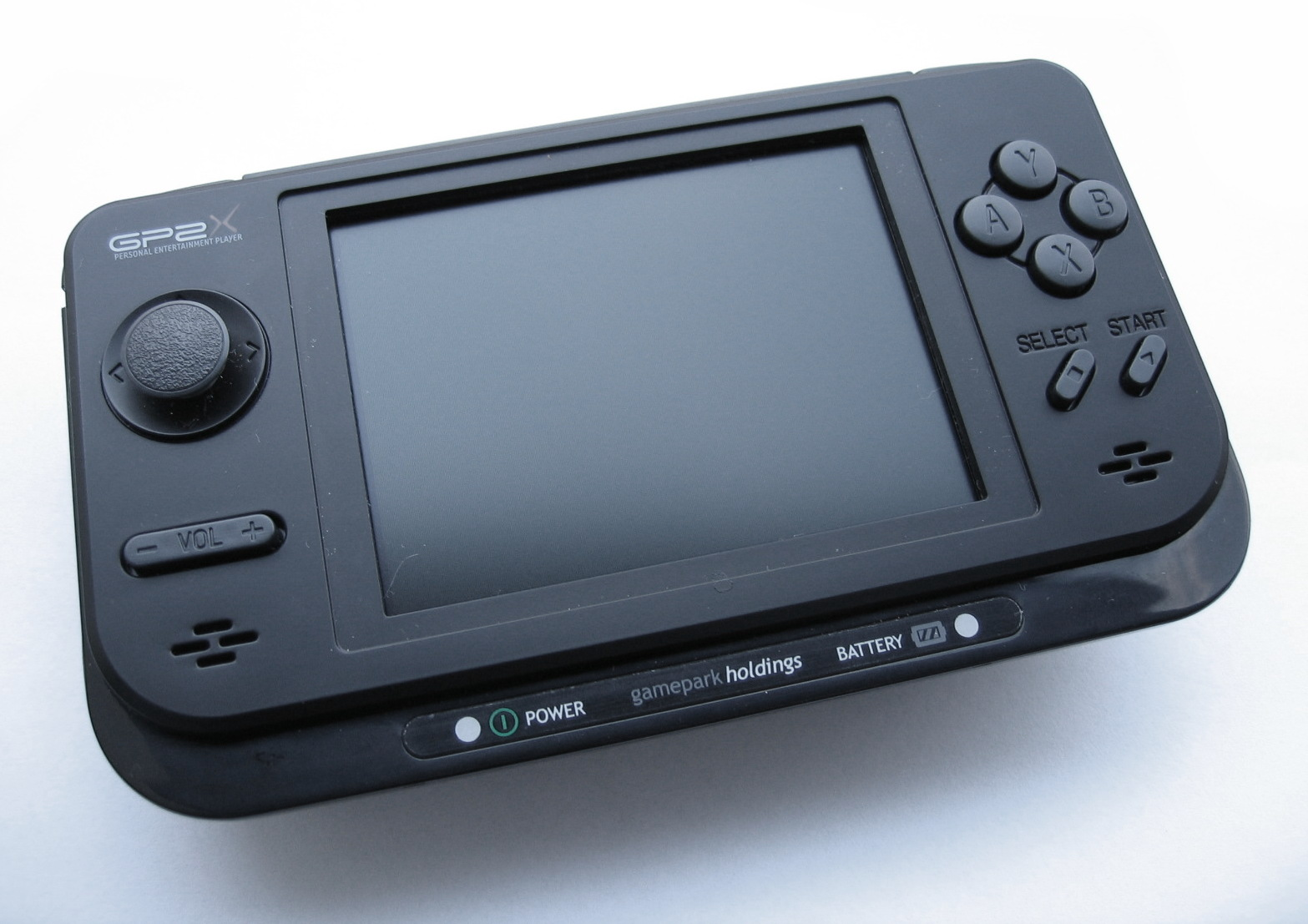
جي بي 2 إكس إف-100

جي بي 2 إكس هو مشغل ألعاب فيديو محمول مفتوح المصدر ومستند على لينكس ومشغل وسائط أنشئته شركة غيم بارك هولدينغز الكورية الجنوبية، وهي مصممة لمطوري البيرة المنزلية وكذلك المطورين التجاريين. يستخدم بشكل شائع لتشغيل محاكيات مشغلات ألعاب الفيديو مثل نيو جيو وميجا درايف وماستر سيستم وغيم غير وأمستراد سي بي سي وكومودور 64 ونينتندو إنترتينمنت سيستم وتوربو غرافيكس-16 وغيرها.

صدرت نسخة جديدة تسمى «إف 2000» في 30 أكتوبر 2007، وتتميز بشاشة تعمل باللمس، من بين تغييرات أخرى. يليه جي بي 2 إكس ويز (2009) وجي بي 2 إكس كانو (2010).